# Кэтлин, Джордж

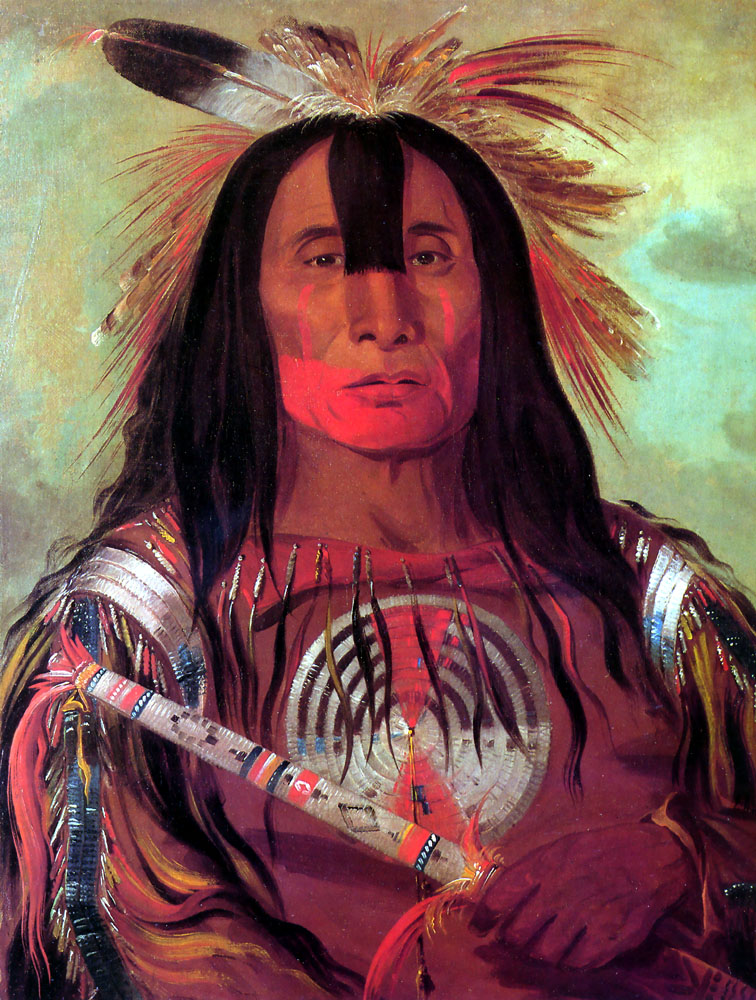
Вождь кайна Жир Бизоньего Горба (1832)

Джордж Кэ́тлин (англ. George Catlin; 26 июля 1796, Уилкс-Барре — 23 декабря 1872, Джерси-Сити) — американский путешественник, этнограф и живописец, специализировавшийся на портретах индейцев.

## Биография

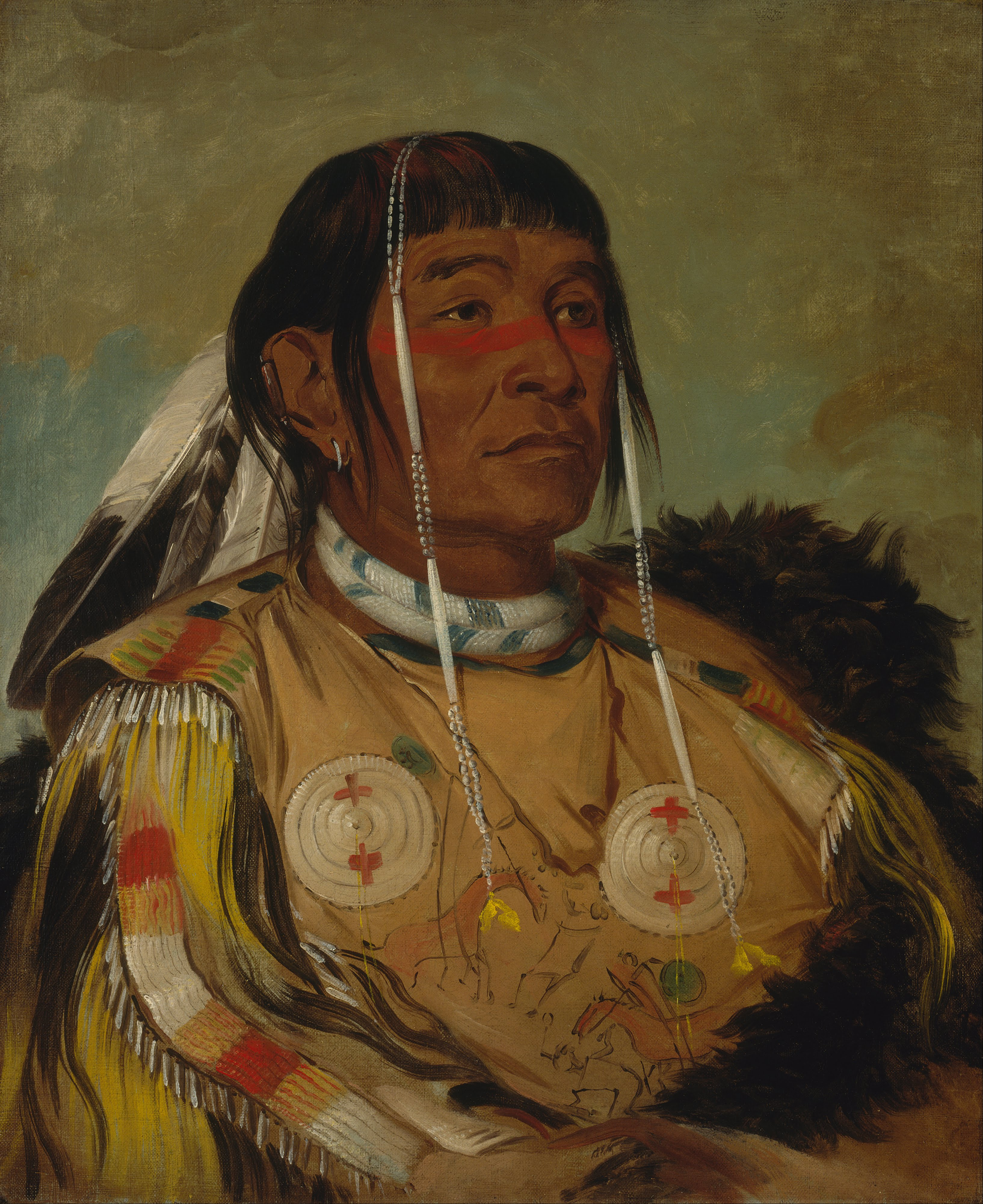
Вождь равнинных оджибве Шестая Часть (1832)

Родился 26 июля 1796 года в Уилкс-Барре, Пенсильвания, в семье преуспевающего фермера, ветерана Войны за независимость, в которой был пятым из 14 детей. Задолго до рождения Джорджа, во время Вайомингской резни (1778), его мать Полли в возрасте восьми лет была похищена и взята в заложницы индейцами вместе с его бабушкой. Ещё в раннем детстве, познакомившись с рассказами местных поселенцев, охотников, трапперов и пионеров, он заинтересовался жизнью коренных североамериканских племён.
С 17 лет изучал юриспруденцию в школе Личфилда (Коннектикут), так как этого хотели его родители, и в 1819 году был принят в местную коллегию адвокатов, однако спустя два года оставил юридическую карьеру. С 1823 года изучал искусство в Филадельфии, занявшись портретной живописью. После встречи там в 1824 году с делегацией 15 вождей племён с западной границы, сосредоточился исключительно на портретах индейцев.

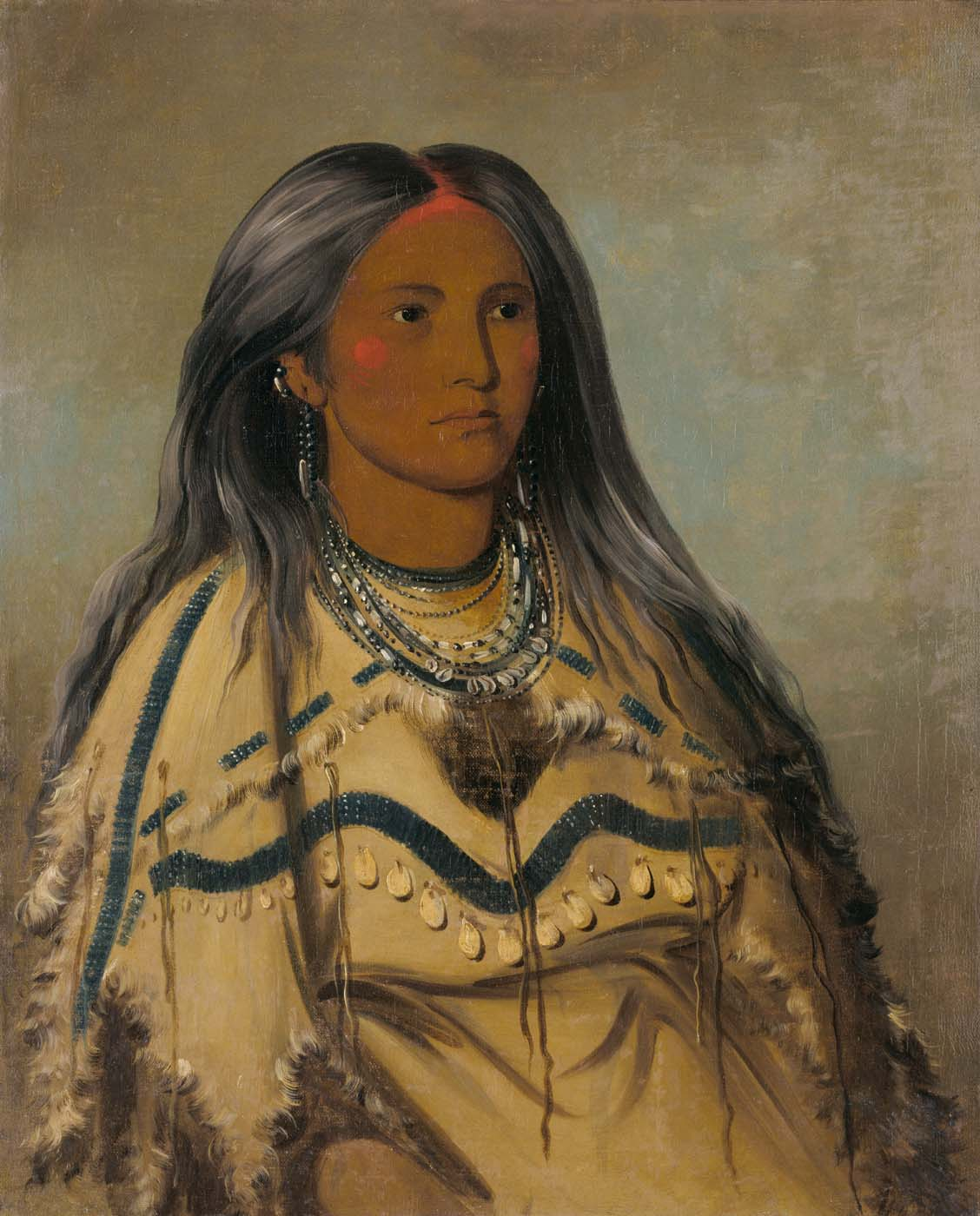
Sha-kó-ka, женщина племени манданов (1832)

Первыми известными его работами стали зарисовки с натуры, сделанные вдоль побережья канала Эри в штате Нью-Йорк. Литографии с некоторых из них были опубликованы в иллюстрированной книге мемуаров видного политика и сенатора Кедвалладера Дэвида Колдена, изданной в 1825 году комитетом Городского совета Нью-Йорка и представленной мэру города на праздновании завершения строительства нью-йоркских каналов, которая содержит наиболее ранние изображения города Буффало. В 1828 году познакомился в Олбани, штат Нью-Йорк, с Кларой Бартлетт Грегори, дочерью торговца, от которой имел четырёх детей.
Изучая жизнь индейских племён, с 1830 по 1836 год совершил пять путешествий по американскому Западу, посетив в общей сложности 48 племён. Операционной базой для них стал Сент-Луис, а первым транспортным средством — принадлежавший Американской меховой компании пароход «Йеллоустоун». В первой экспедиции 1830 года он сопровождал губернатора Территории Миссури Уильяма Кларка в дипломатической поездке в форт Кроуфорд,а затем в индейские земли вверх по реке Миссисипи. Два года спустя он поднялся вверх по реке Миссури на расстояние более 3000 км (1900 миль) до торгового поста Форт-Юнион, где сегодня находится граница Северной Дакоты и Монтаны, где провёл несколько недель среди ещё практически незнакомых с европейской культурой коренных народов, включая пауни, омаха, понка, манданов, сауков, хидатсов, шайеннов, кроу, ассинибойнов и черноногих.
Во время более поздних путешествий по рекам Арканзас, Ред-Ривер и Миссисипи, а также посещений Флориды и области Великих озёр нарисовал ещё более 500 картин и собрал значительную коллекцию артефактов. Так, весной 1833 года добрался до форта Ларами, штат Вайоминг, а затем до Большого Солёного озера, штат Юта. После возвращения в Сент-Луис провёл зиму в Пенсаколе, штат Флорида, а затем перебрался в Новый Орлеан. Весной 1834 года покинул Новый Орлеан и отправился в форт Гибсон на индейской территории, где писал портреты индейцев чероки, чокто, маскоги, осейджей и др. 19 июня того же года отправился на Южные равнины с отрядом драгун во главе с Генри Ливенвортом и Генри Доджем, побывав в землях команчей и уичита. Заболев лихорадкой, осенью 1834 года вернулся в Сент-Луис. В 1835—1836 годах Кэтлин делал зарисовки среди индейцев в Миннесоте и Висконсине.
Сохранилось множество сделанных им портретов коренных американцев и зарисовок из их жизни и быта, в массе своей этнографически и антропологически точных. Опубликовал ряд книг об индейской культуре, стремясь доказать обществу, что индейцы — отнюдь не примитивные дикари, каковыми их тогда считали. В марте 1833 года с коллекцией его работ, сделанных в ходе первой экспедиции по Миссури, познакомились члены естественнонаучной и этнографической экспедиции немецкого принца Максимилиана Вид-Нойвида, посетившие загородное поместье майора О’Фаллона близ Сент-Луиса, в частности, швейцарский художник Карл Бодмер, создавший позже немало собственных портретов и картин на индейскую тему.

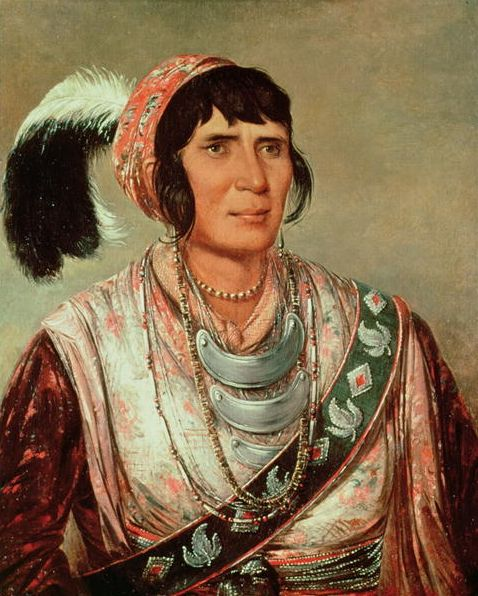
Вождь семинолов Оцеола (1838)

В 1836 году в США состоялась первая выставка Кэтлина, где он представил около 500 работ, однако большого общественного резонанса она не вызвала. Вернувшись в 1838 году на восток из очередной поездки, Кэтлин создал из своих картин и коллекции индейских предметов собственную галерею и начал читать публичные лекции, основанные на личных воспоминаниях о жизни среди индейцев. Вместе со своей выставкой он посетил такие города, как Питтсбург, Цинциннати и Нью-Йорк. Свои картины Кэтлин экспонировал «салонным стилем»: рядами и одну над другой. Каждая картина индентифицировалась посетителями по номеру на раме, указанному в каталоге. По завершении гастролей своей «Индийской галереи» Кэтлин в течение всей своей жизни безуспешно пытался продать своё собрание правительству США, но поскольку его выставки не привлекли достаточного количества посетителей, а картины плохо расходились, Конгресс постоянно отклонял его ходатайства.
Из-за невозможности донести своё видение индейской культуры до американского общества, в 1839 году Кэтлин переехал с семьёй сначала в Англию, а затем в Париж, где его супруга и один из сыновей умерли от болезни; оставшихся детей забрали к себе родственники жены. В Европе Кэтлин сумел привлечь к своим коллекциям общественный интерес, организовав их выставки в Лондоне, Лувре и Брюсселе. Французский критик Шарль Бодлер выразился о его картинах так: «Он воскресил гордые и свободные характеры этих вождей, их благородство и мужество».
В 1852 году Кэтлин обанкротился и был вынужден продать значительную часть своего собрания, насчитывавшего к тому времени 607 картин. Часть из них была приобретена в качестве гарантии выплаты долгов промышленником из Филадельфии Джозефом Харрисоном. С 1852 по 1857 год Кэтлин путешествовал по Южной и Центральной Америке, а также посещал Дикий Запад, добравшись до Аляски.
Последние 15 лет своей жизни испытывавший проблемы со здоровьем, почти оглохший Кэтлин провёл, пытаясь воссоздать свою коллекцию, и восстановил более 400 картин. В 1870 году он вернулся в США, где его творчество по-прежнему не пользовалось спросом. В начале 1872 года он перебрался в Вашингтон по приглашению учёного-физика Джозефа Генри, первого секретаря Смитсоновского института. Вплоть до своей смерти в Джерси-Сити, штат Нью-Джерси, он работал в студии Смитсоновского института «Замок».
Кэтлин умер непризнанным 23 декабря 1872 года, и был похоронен на кладбище Грин-Вуд в Бруклине, Нью-Йорк. В 1879 году вдова Харрисона подарила Смитсоновскому институту оригинальную «Индейскую галерею» Кэтлина из более чем 500 работ, а также собрание связанных с ними артефактов.

## Произведения

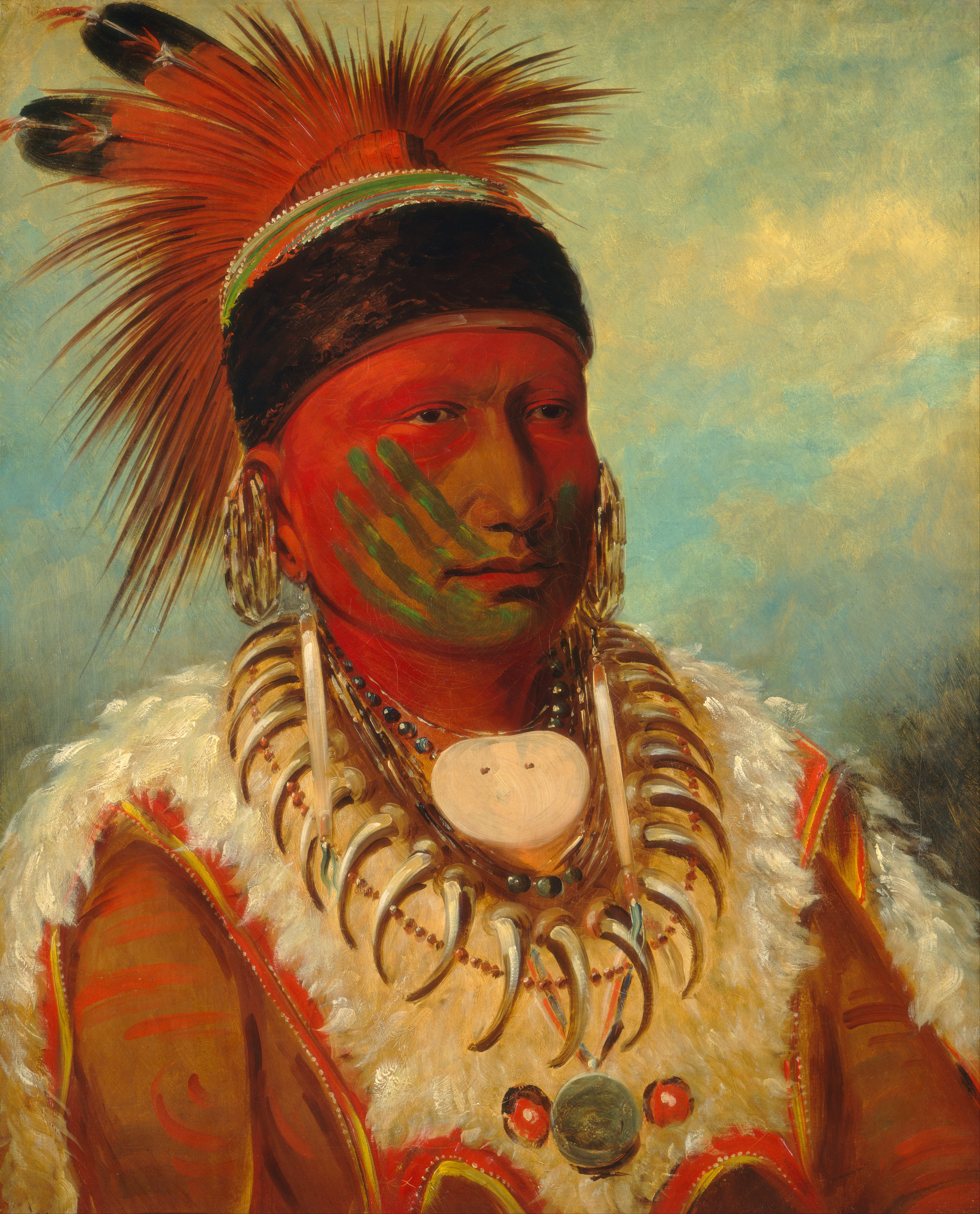
Вождь айова Белое Облако (1844—1845)

Почти полный сохранившийся набор оригинальной «Индейской галереи» Кэтлина, созданной в 1830-х годах, сегодня является частью коллекции Смитсоновского музея американского искусства. Собранные им артефакты находятся в коллекциях отдела антропологии Национального музея естественной истории Смитсоновского института. Около 700 эскизов хранятся в Американском музее естественной истории в Нью-Йорке. Некоторые артефакты из собраний Катлина находятся в коллекциях Музея археологии и антропологии Пенсильванского университета, Библиотеке Хантингтона в Сан-Марино, Калифорния, где также хранятся 239 иллюстраций, изображающие индейцев Северной и Южной Америки, а также другие иллюстративные и рукописные материалы художника.
Джордж Кэтлин — автор книги «Нравы, обычаи и условия жизни североамериканских индейцев» (англ. Illustrations of the manners, customs and condition of the North American Indians), проиллюстрированной примерно 300 гравюрами и опубликованной в Лондоне в 1841 и 1876 годах. В 1844 году он издал «Портфолио североамериканских индейцев Кэтлина» с 25 охотничьими сценами из жизни Запада. В 1848 году вышли его «Записки о восьми годах жизни и путешествий по Европе» (англ. Notes of eight years travels and residence in Europe), в 1857 году в Филадельфии — «Письма и заметки об обычаях, традициях и положении североамериканских индейцев» (англ. Letters and Notes on the Manners, Customs and Conditions of North American Indians), в 1861 году в Лондоне — «Жизнь среди индейцев. Книга для юношества» (англ. Life among the Indians: a book for youth), а в 1868 году там же — «Последние путешествия к индейцам Скалистых гор и Анд» (англ. Last rambles amongst Indians, Rocky Mountains and Andes).

## «Прикрой свой рот и спаси свою жизнь»

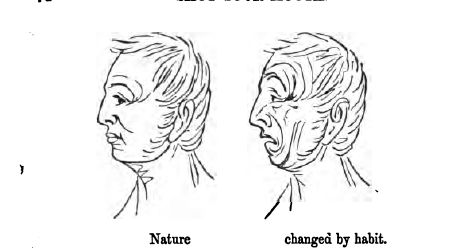
Носовое и ротовое дыхание.Картинка из книги «Прикрой свой рот и спаси свою жизнь».

Определённый скепсис в научно-медицинских кругах того времени вызвала его теория о вреде дыхания через рот, изложенная в опубликованной в 1862 году книге «Дыхание жизни» (англ. The Breath of Life), получившей в повторном издании название «Прикрой свой рот и спаси свою жизнь» (англ. Shut Your Mouth and Save Your Life). В ней художник, опираясь на свой опыт путешествий по Дикому Западу, изложил свои наблюдения касательно образа жизни коренных американцев, не приветствовавших ротовое дыхание как вредоносное и предпочитавших ему дыхание через нос. Обратив внимание, в частности, на крепкие и ровные зубы индейцев, Кэтлин пришёл к выводу, что главной причиной этому являлось предпочтение ими носового дыхания, способного «предотвращать болезни». Увидев в индейских селениях, как матери постоянно прикрывали своим младенцам рты, вынуждая их дышать носом, он утверждал, что «в обществе не найдётся человека, который нашёл бы лучший способ укрепить своё здоровье и получить удовольствие, нежели как держа свой язык за зубами…»
Как окажется позже, Кэтлин был прав. За последние десятилетия появились ряд исследований, которые подтверждают что ротовое дыхание приводит к неправильному развитию челюстей и проблемам с прикусом.

## Критика
В XX столетии, с развитием исторической науки, этнографии и искусства фотографии, точность некоторых зарисовок и наблюдений Кэтлина была поставлена под сомнение. Так, он утверждал, что являлся первым белым человеком, увидевшим в 1836 году Пайпстопскую каменоломню в Миннесоте, возле водораздела между реками Миссисипи и Миссури, камень из которой издавна использовался индейцами для изготовления трубок мира. Выяснилось, что он выдумал различные детали этих мест, не подтверждённые позднейшими наблюдателями. Также стало известно, что до него в каменоломне побывали многие исследователи, в частности французские путешественники второй половины XVII века Пьер-Эспри Радиссон и Медар де Грозейе, их современник миссионер Луи Энпен, барон де Лахонтан и др. Также каменоломня отмечена под 1805 годом в журнале экспедиции Льюиса и Кларка, а в 1831 году её посетил торговец мехом Файландер Прескотт.

## Память
В честь Кэтлина назван катлинит — священный для индейцев Великих Равнин минерал, из которого как минимум с XVII века было принято изготавливать трубки мира.

## Галерея

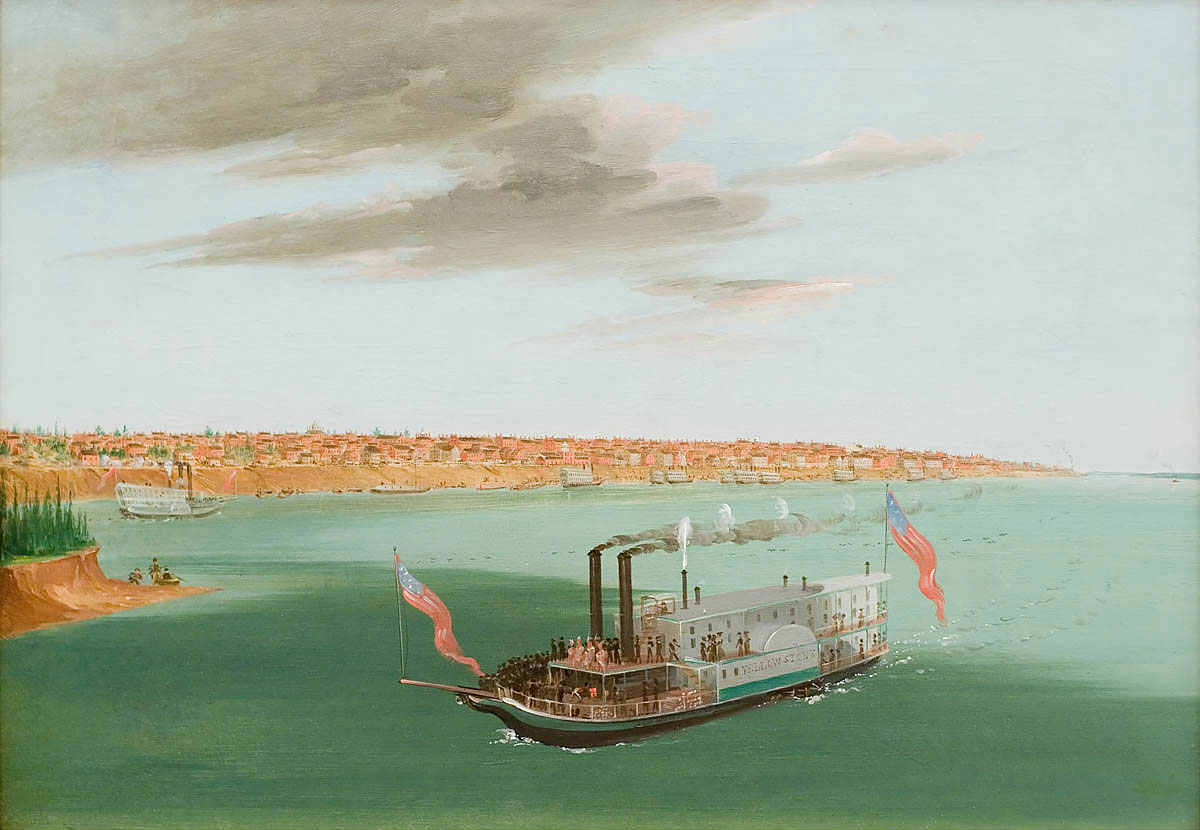
Пароход «Йеллоустоун» у Сент-Луиса (1832)
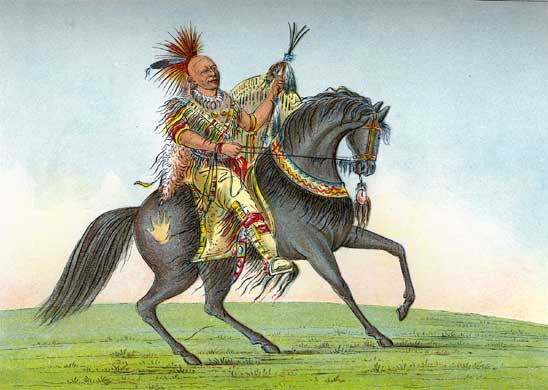
Вождь сауков Кеокук, или Осторожный Лис (1832)
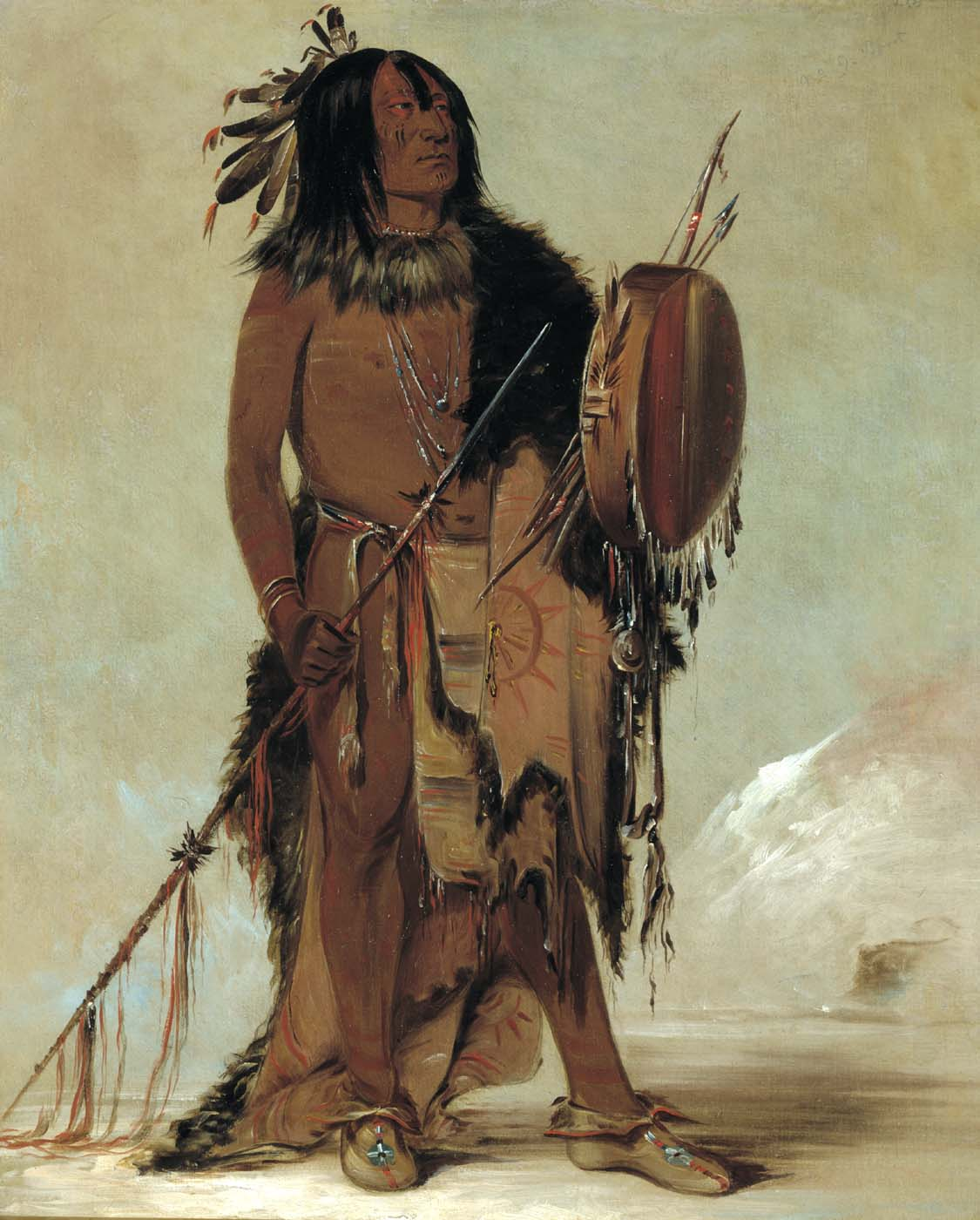
Шаман племени черноногих Белый Бизон (1832)
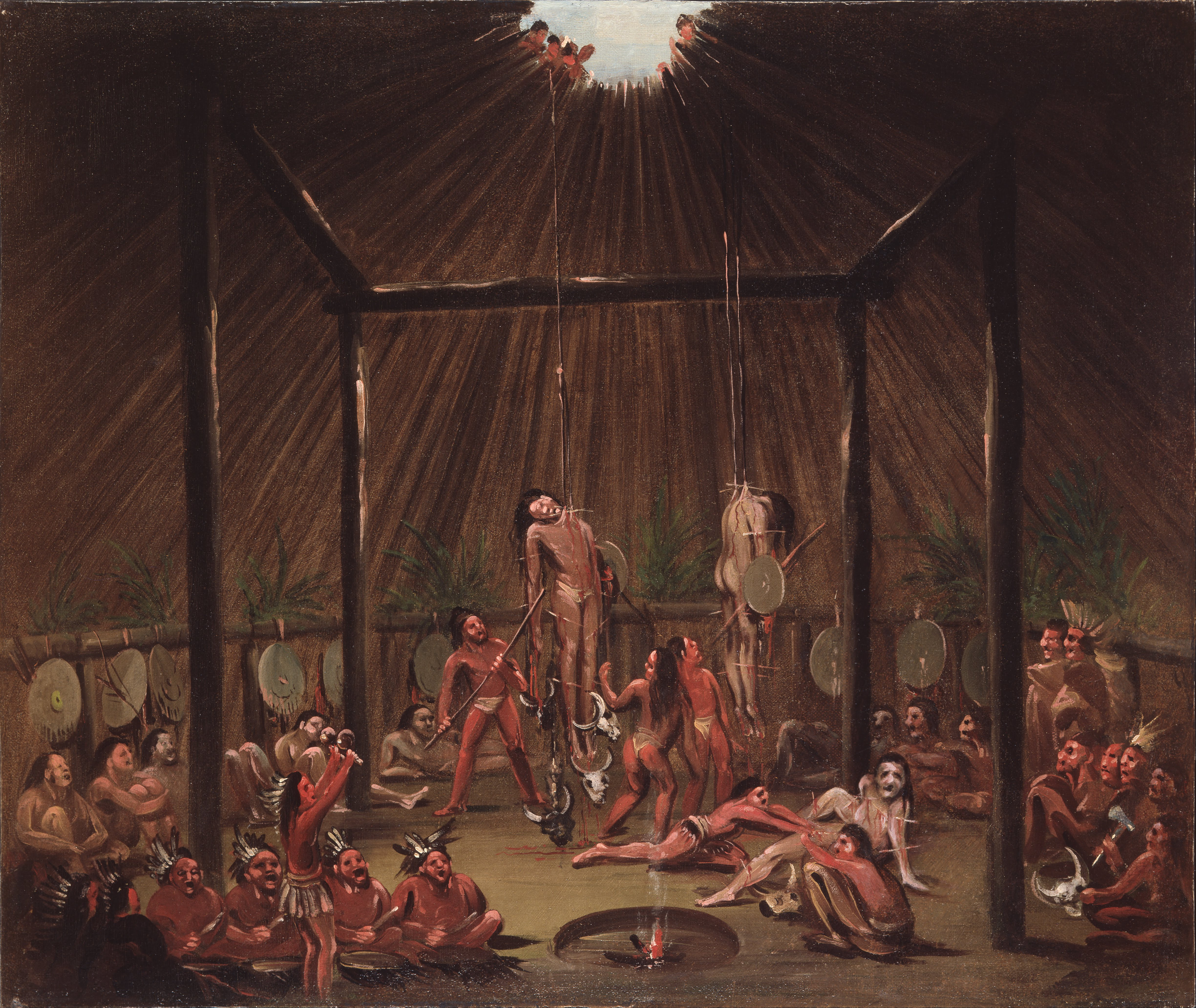
Окипа — инициация юношей у манданов (1832)
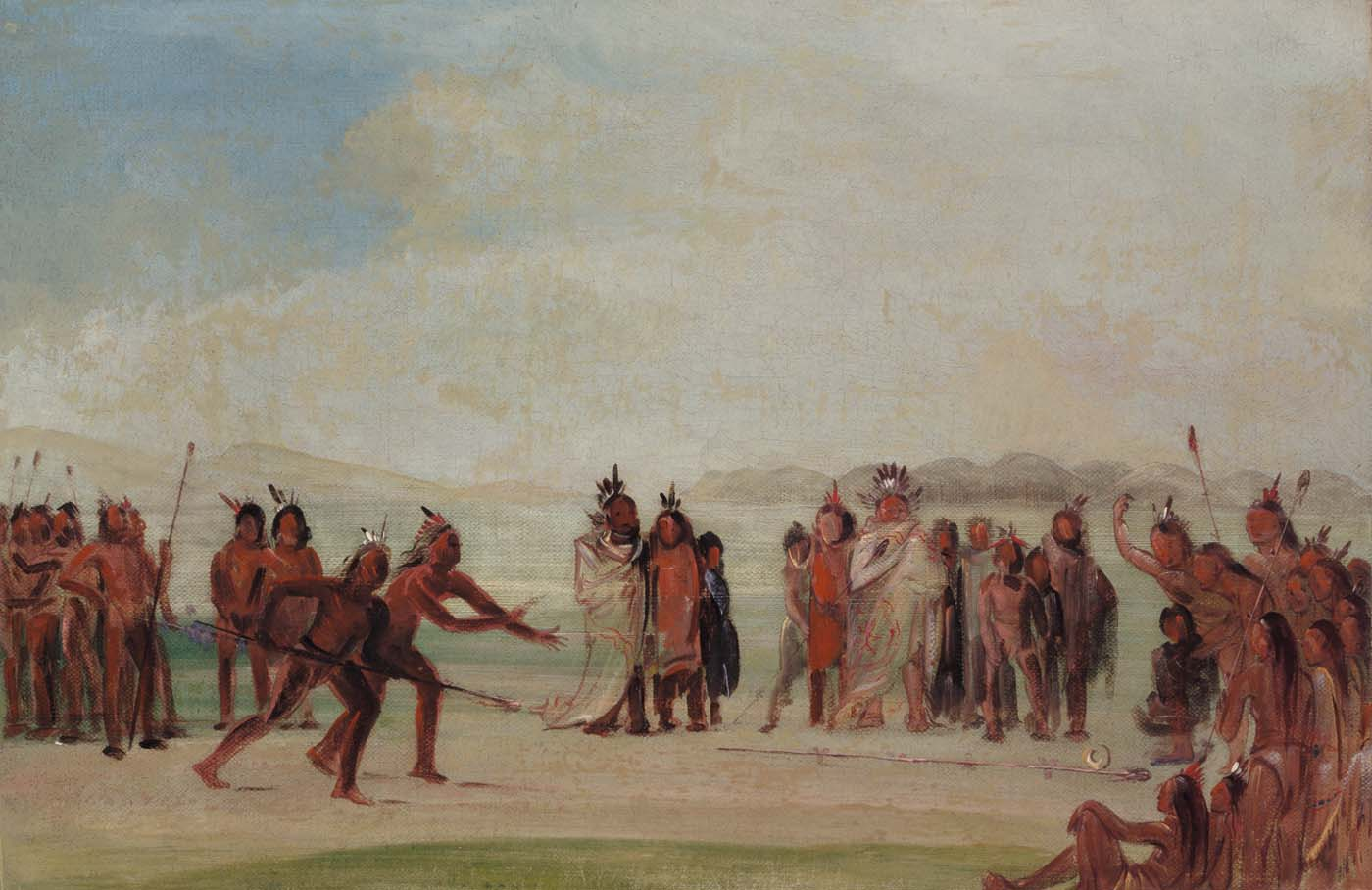
Манданы, играющие в чунг-ки (1832—1833)
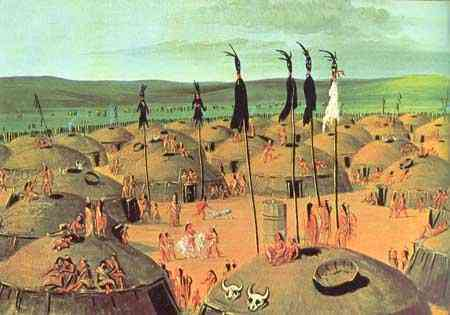
Деревня манданов (1833)
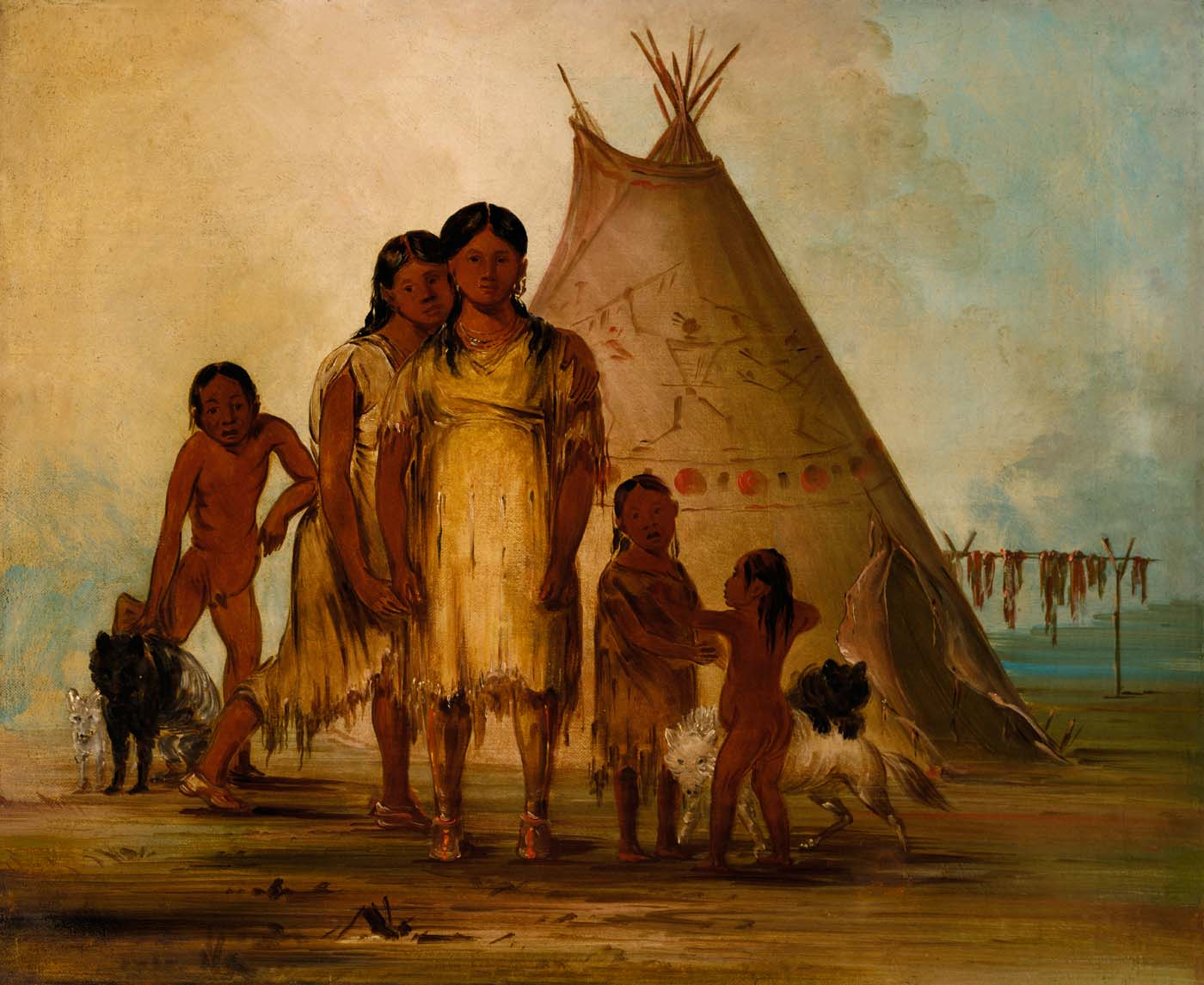
Женщины из племени команчей (1834)
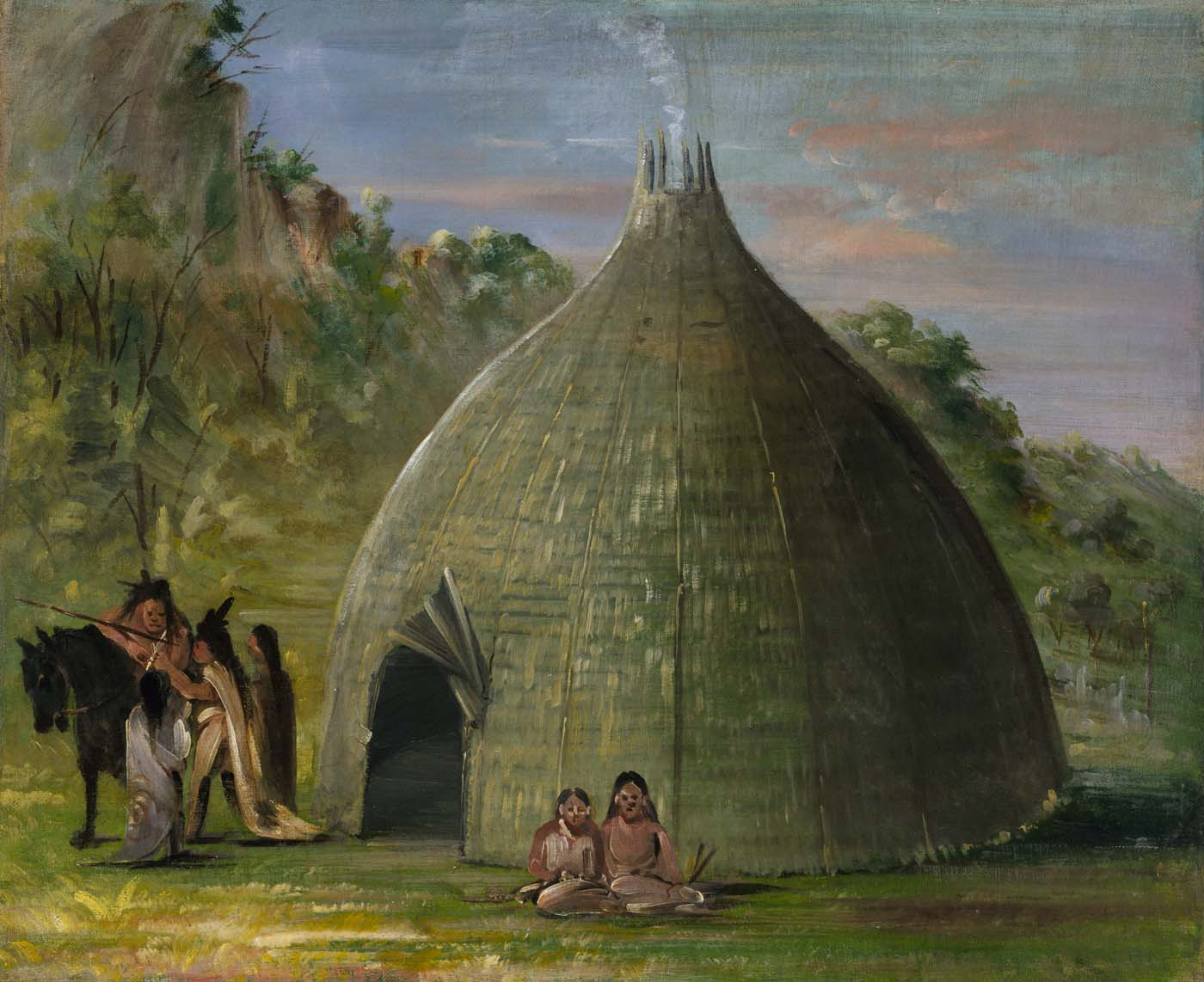
Хижина уичита из травы (1834—1835)
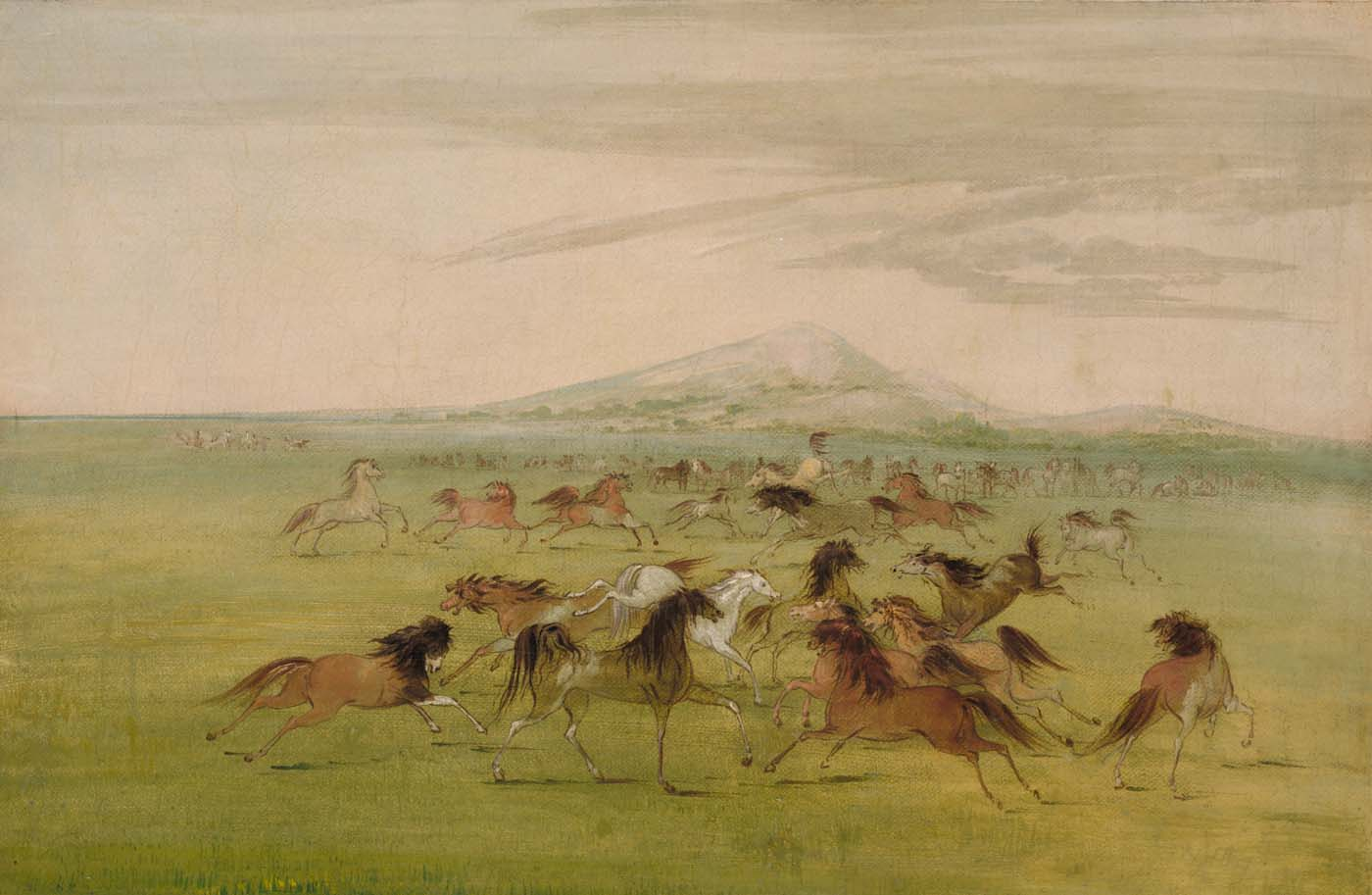
Играющие мустанги (1834—1837)
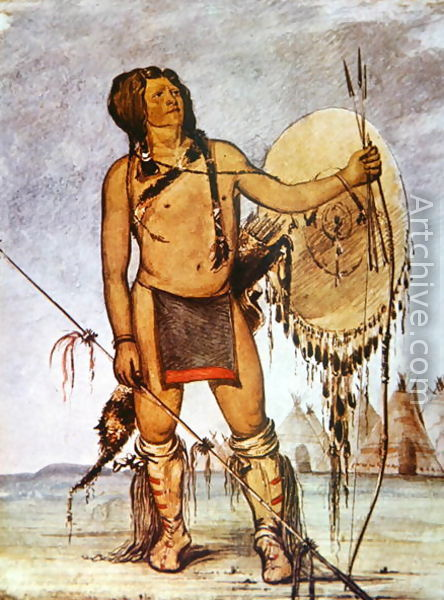
Воин из племени команчей (1835)
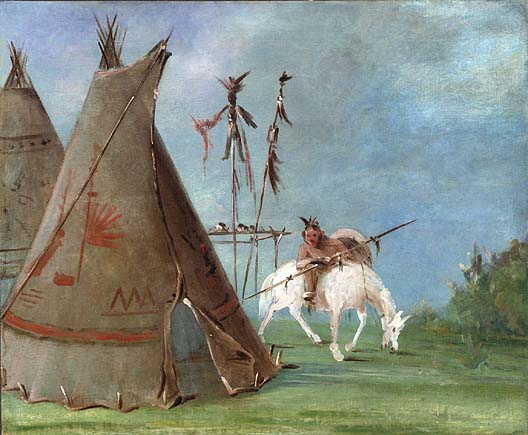
Типи и всадник из племени команчей (1835)
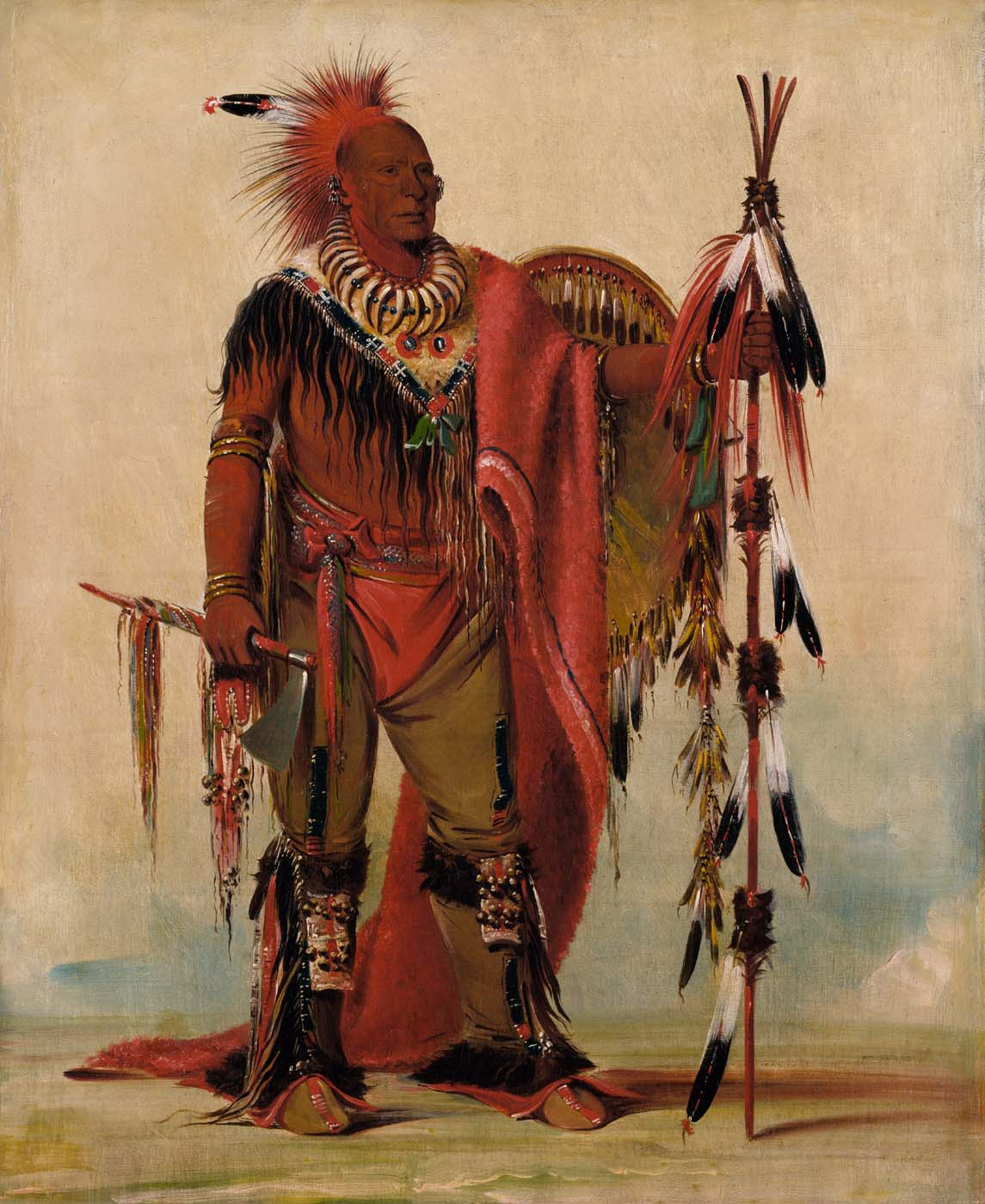
Вождь сауков Кеокук (1835)
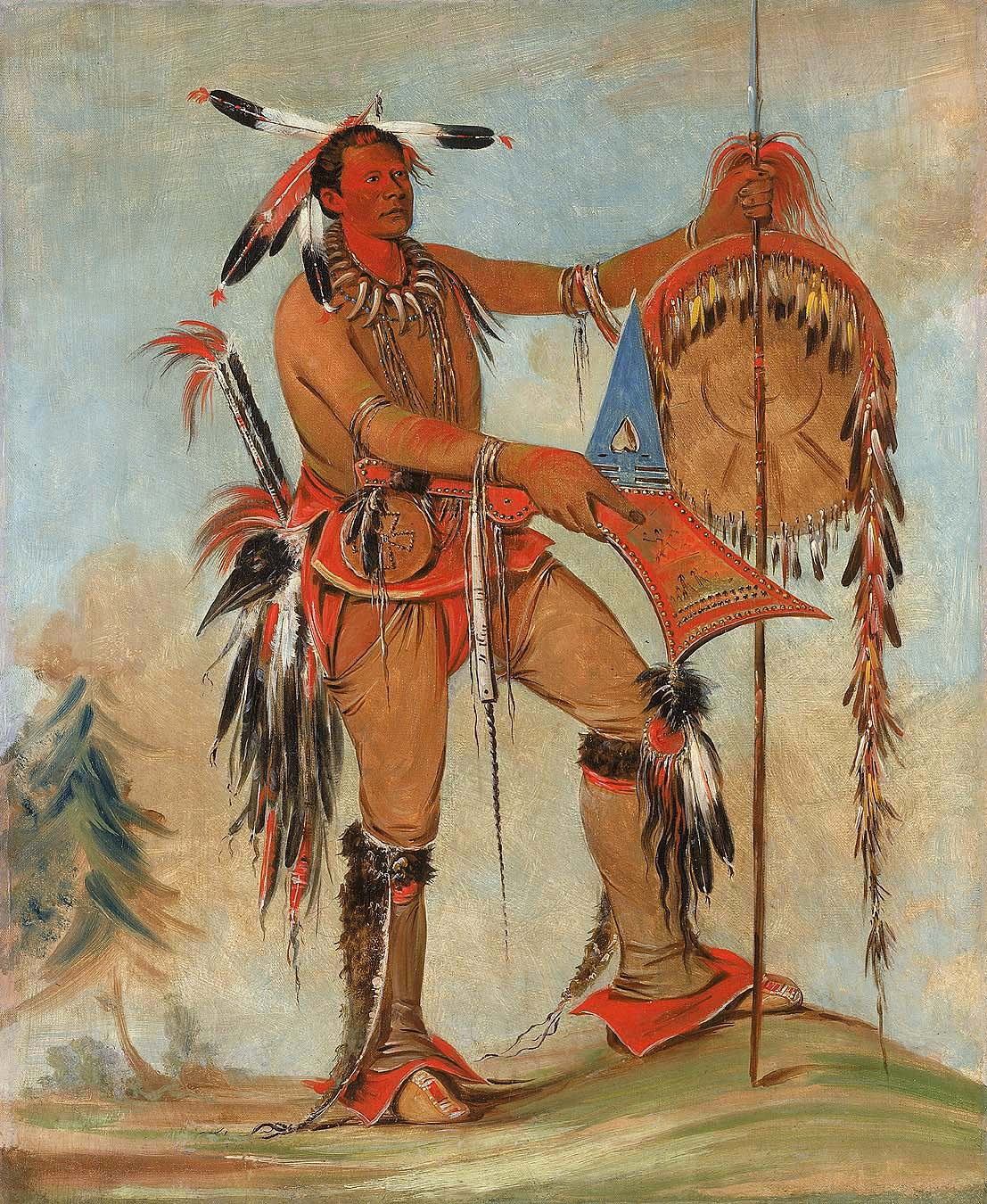
Кит — один из воинов Кеокука (1835)
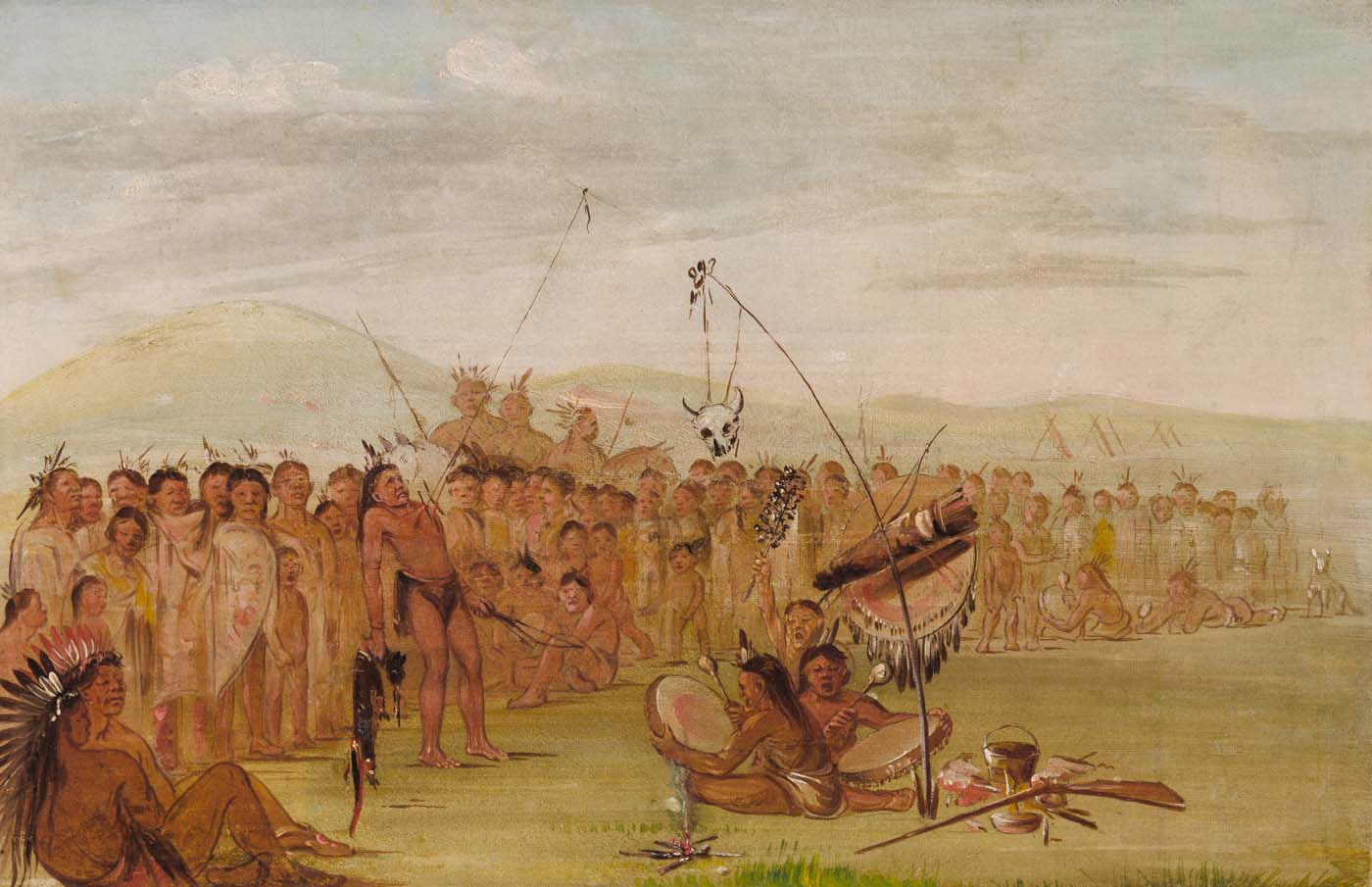
Обряд инициации юношей сиу (1835—1837)
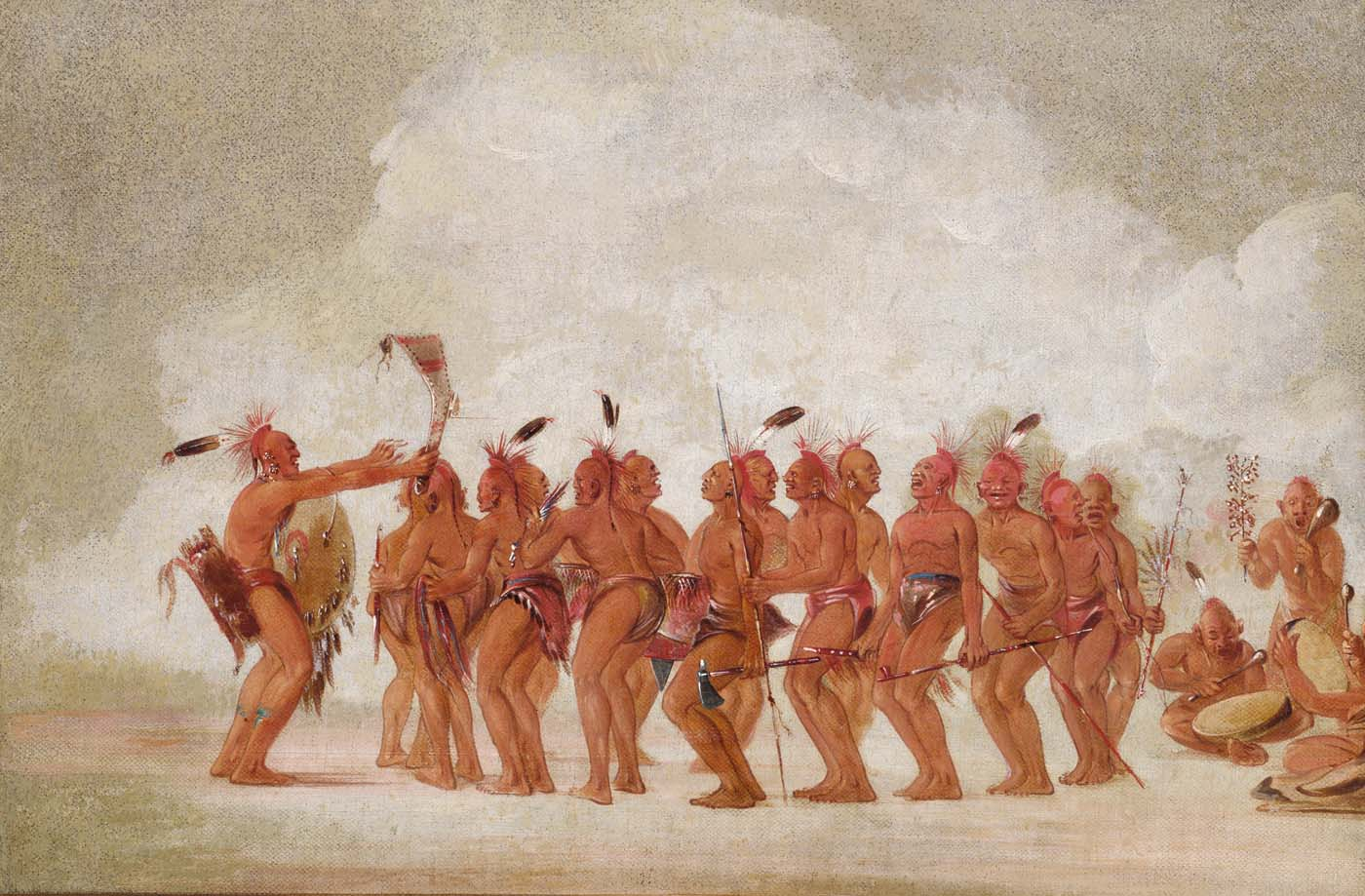
«Танец рабов» в племени сауков и маскогов (1835—1837)
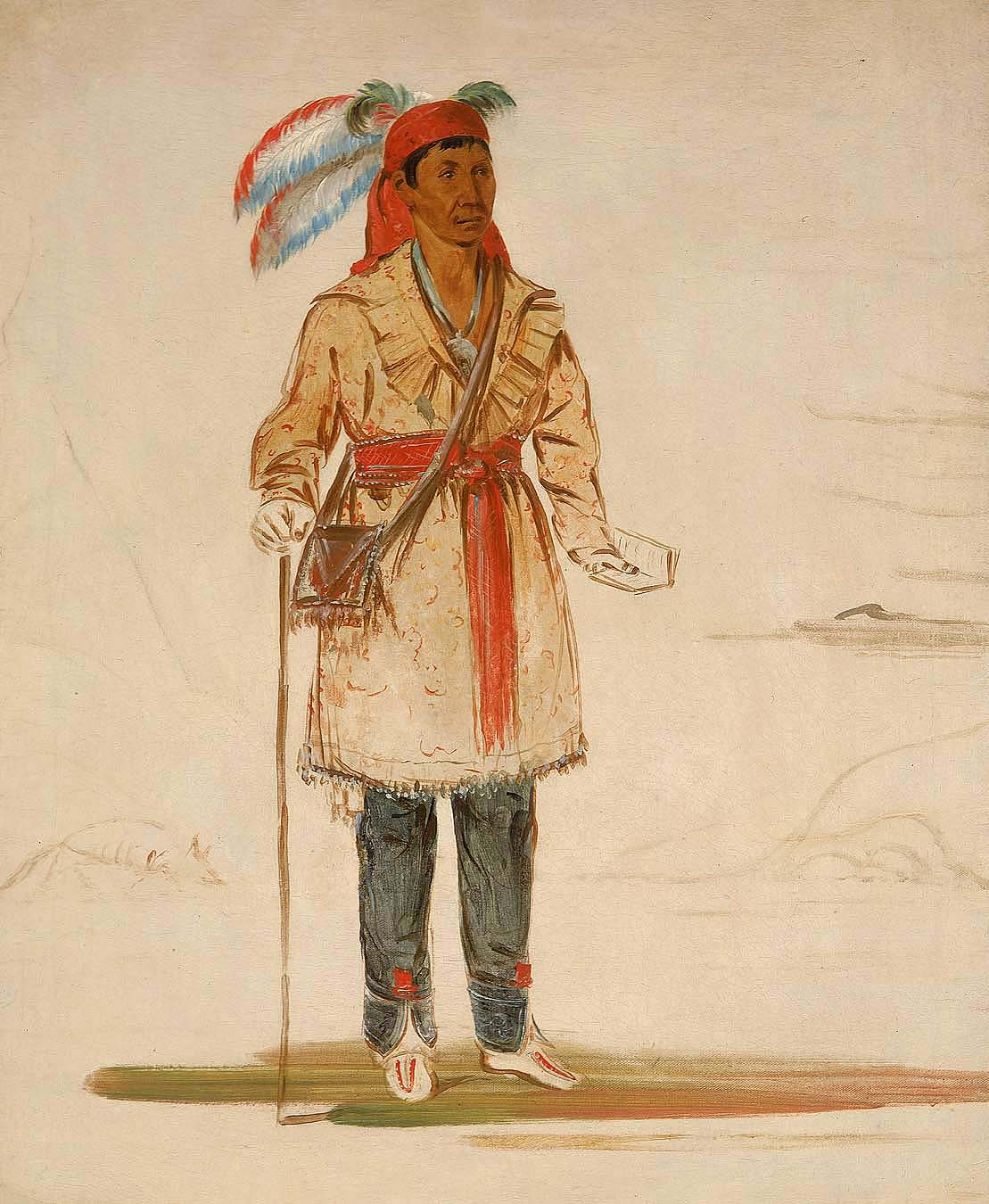
Вождь могикан Оба Берега Реки (1836)
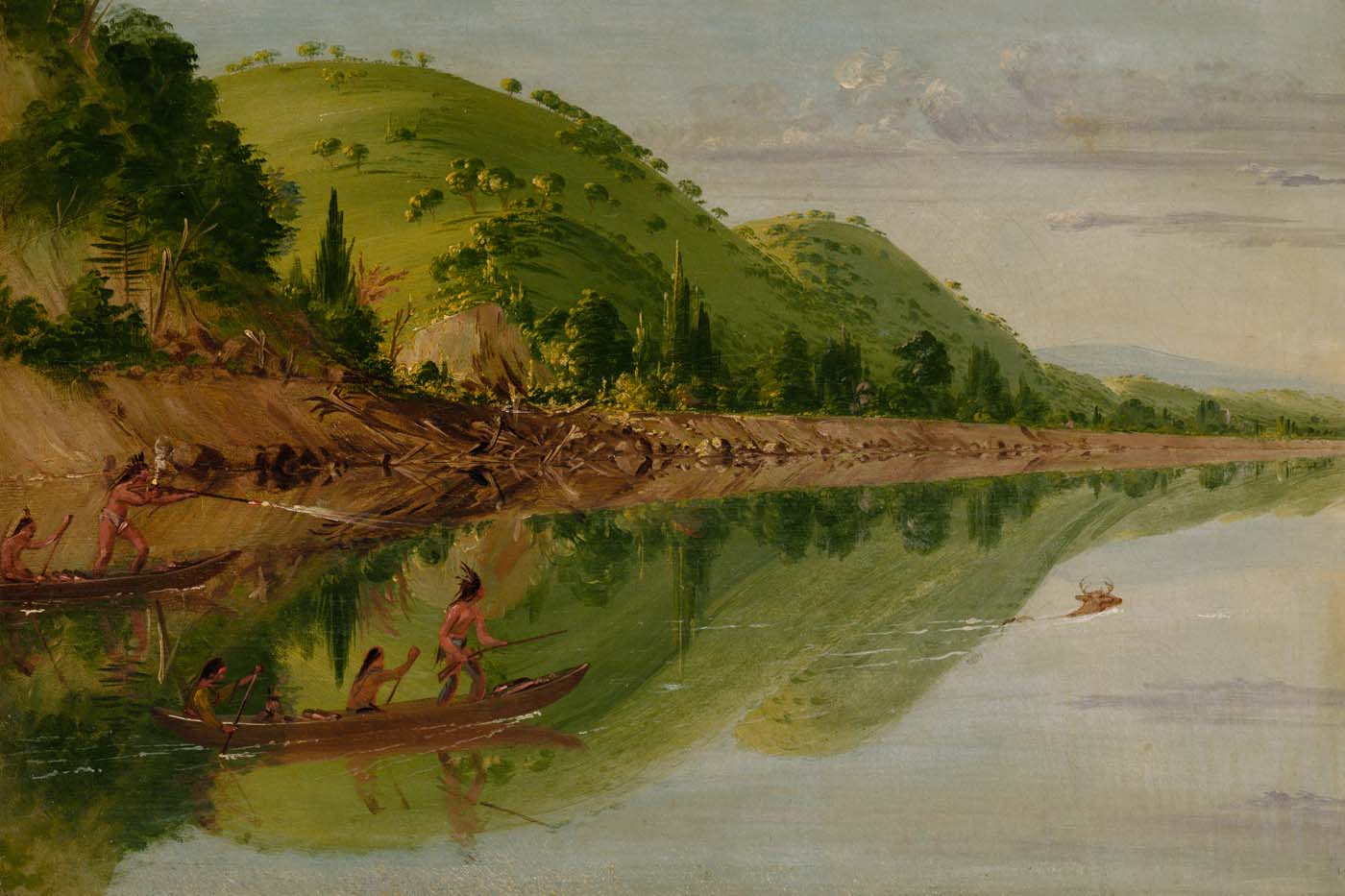
Охота сиу с каноэ на реке Сент-Питерс (1836—1837)
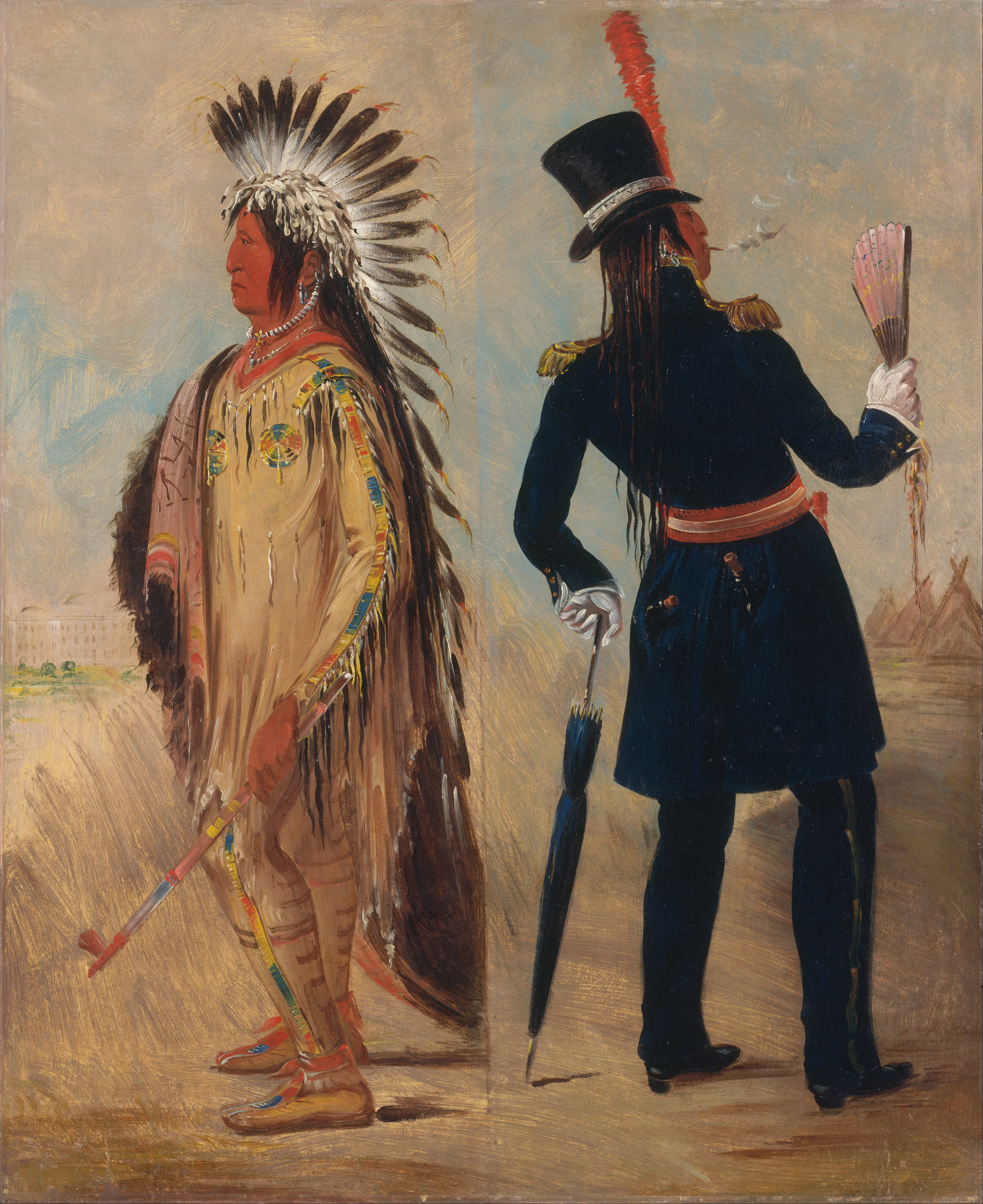
Вождь ассинибойнов Голова Голубиного Яйца до и после поездки в Вашингтон (1837—1839)
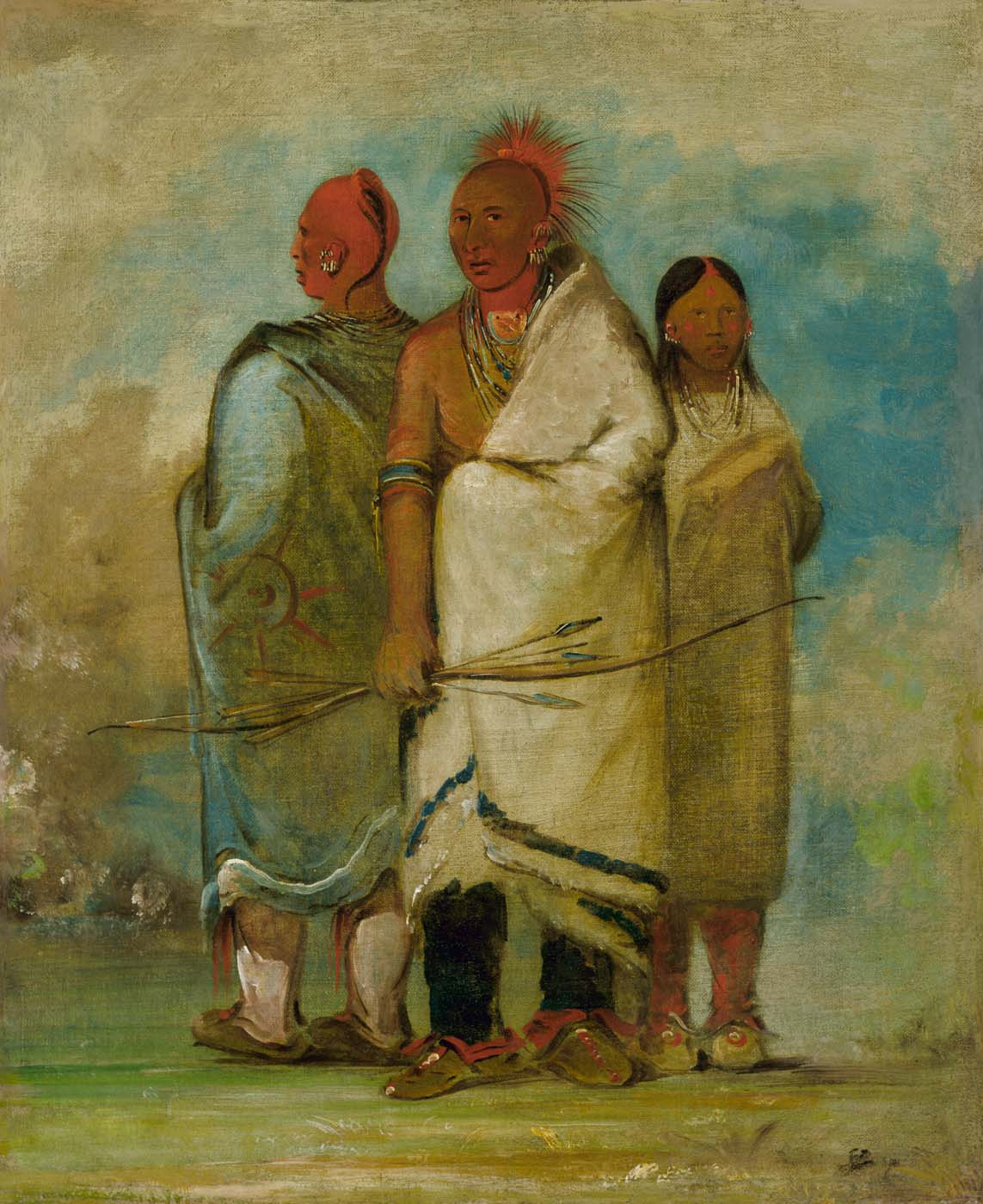
Семья маскогов, или Лисиц (1830-е гг.)
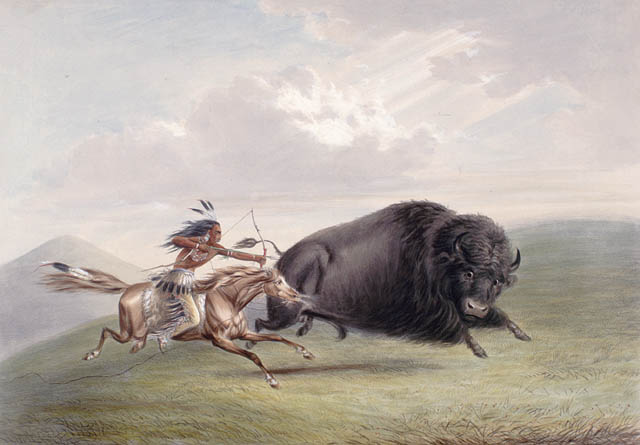
Охота на бизона (1844)
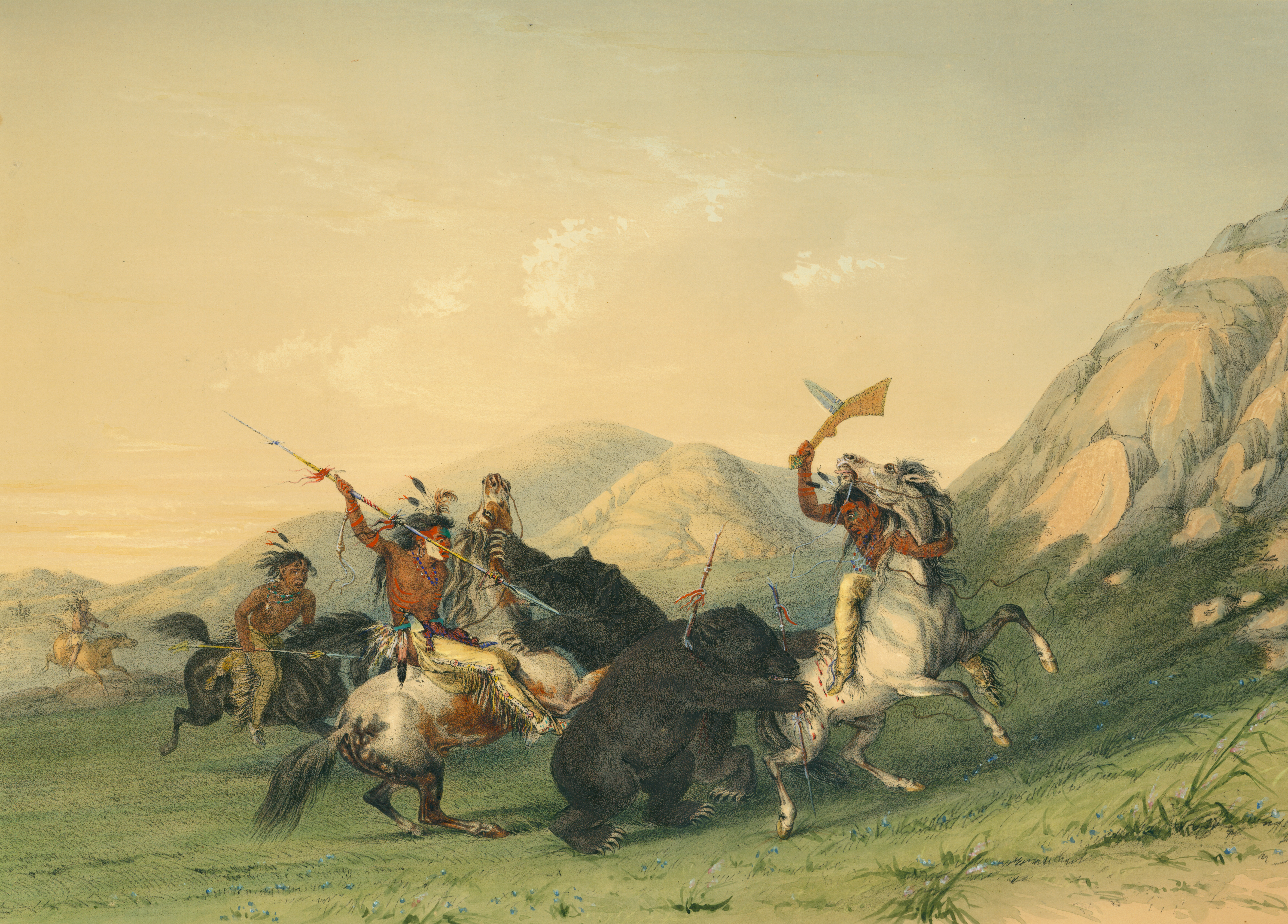
Нападение медведей гризли (1844)
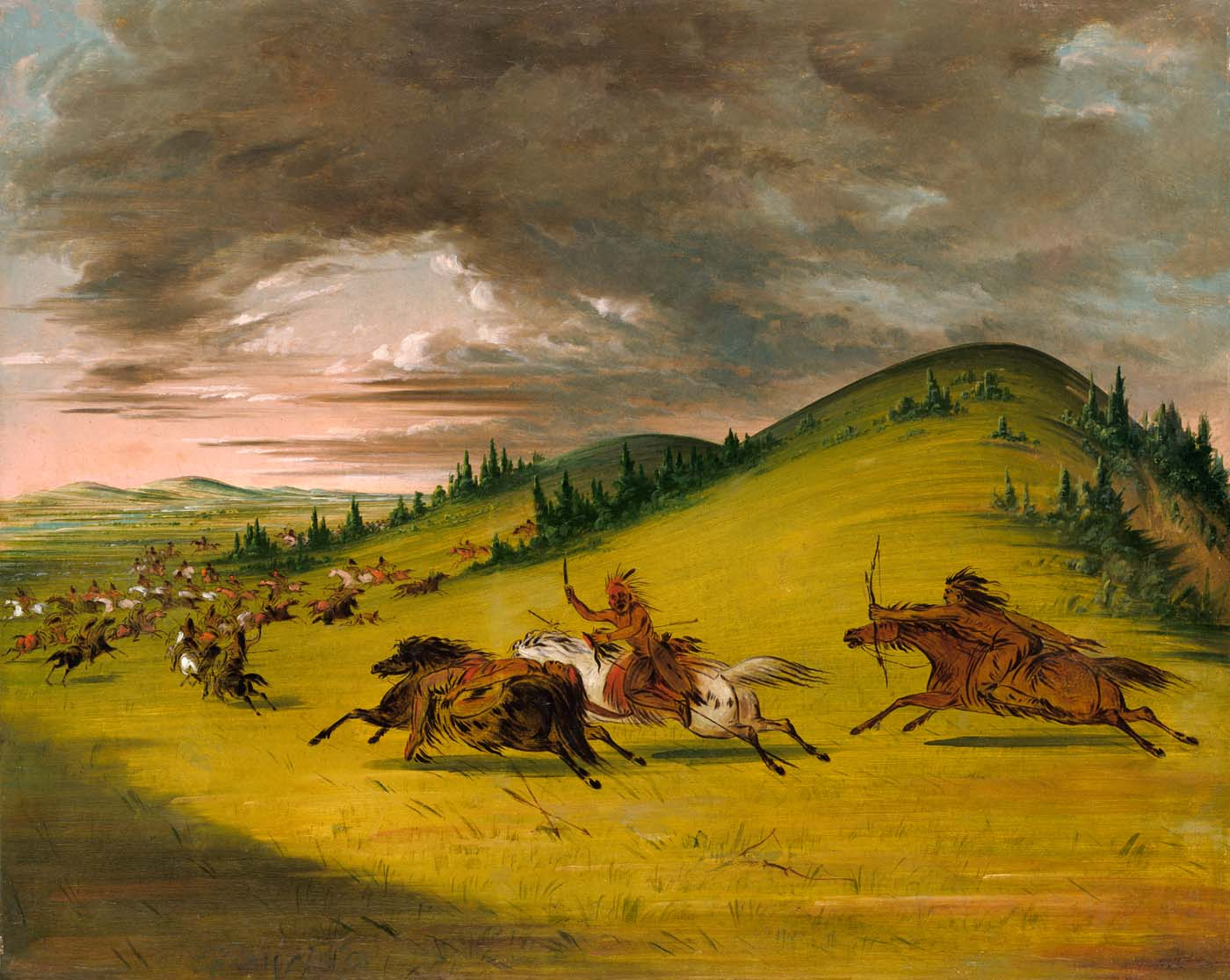
Стычка сиу с сауками и маскогами (1846—1848)
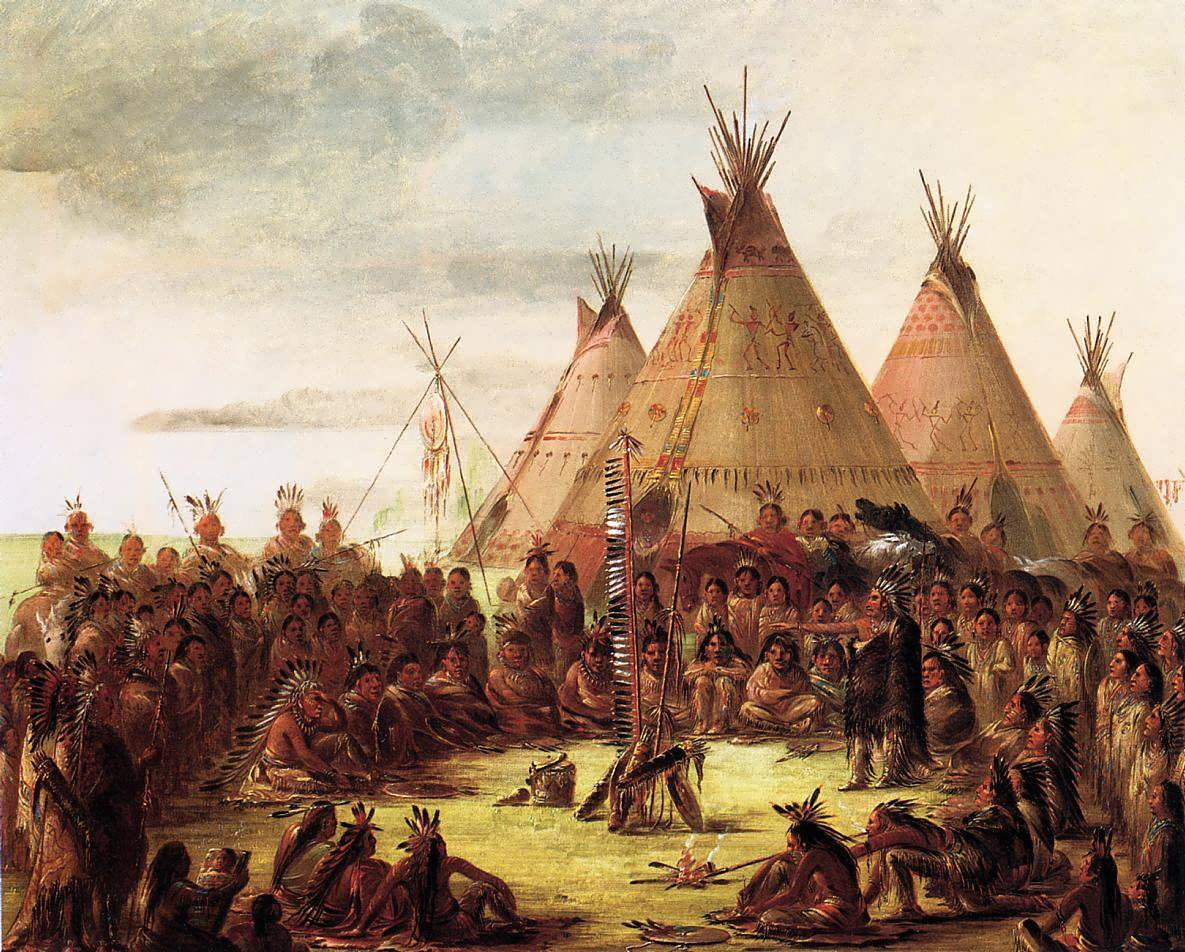
Военный совет сиу (около 1848)
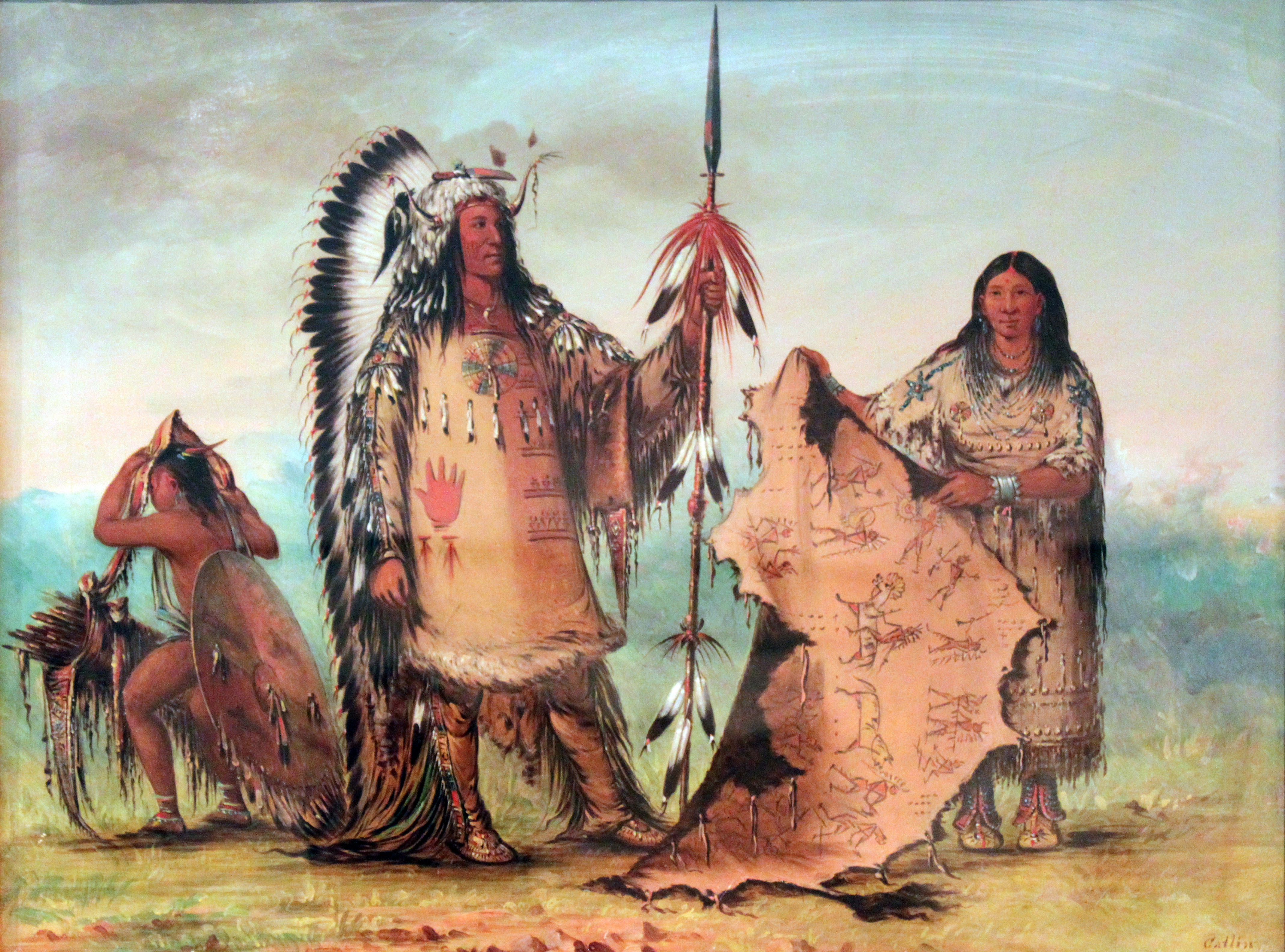
Вождь манданов Мато-Топе с женой и сыном (1854)
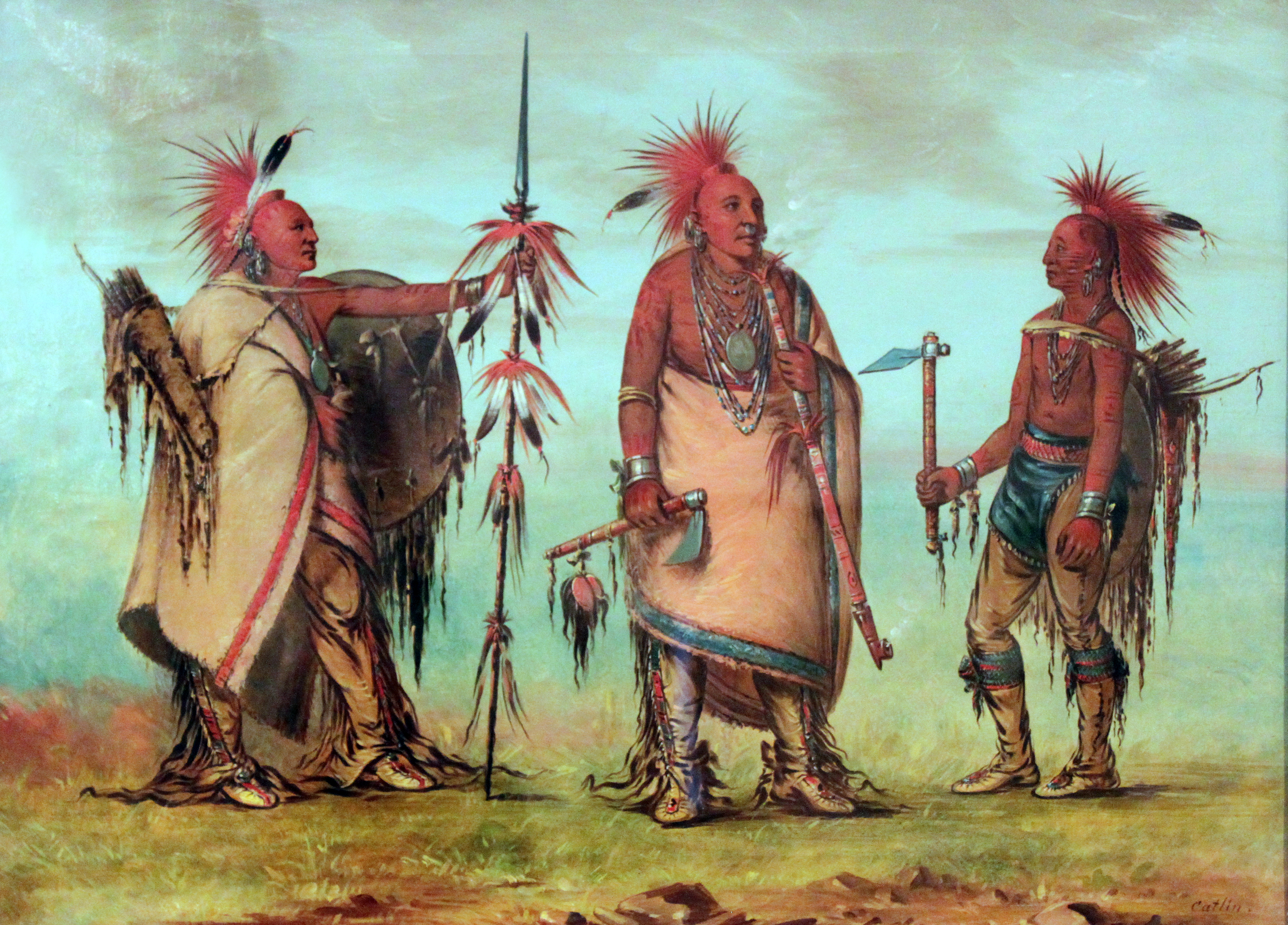
Воины осейджей Тал-Ли, Чёрная Собака и Большая Ворона (1854)
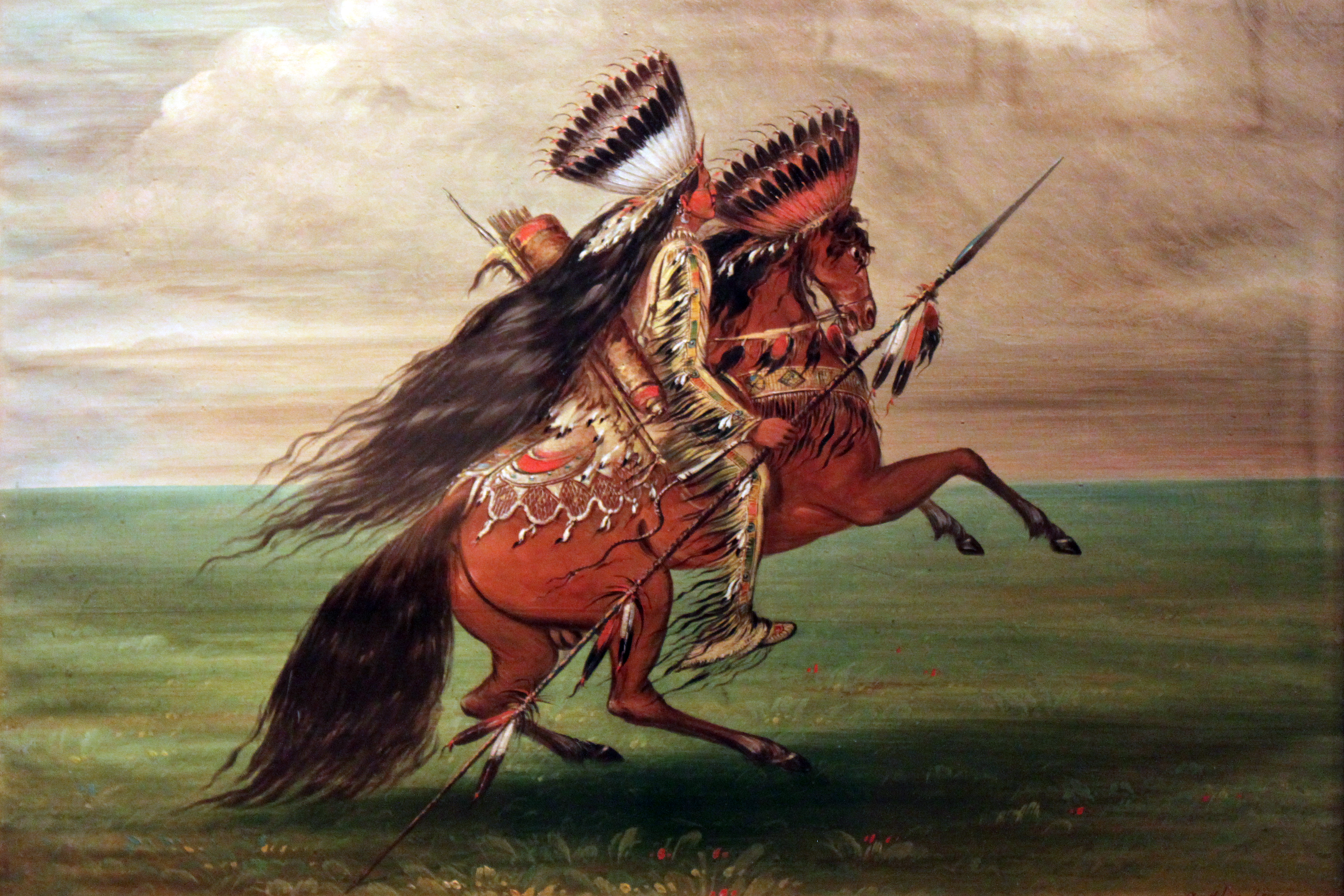
Вождь кроу Тот Кто Прыгает Выше Всех (1854)
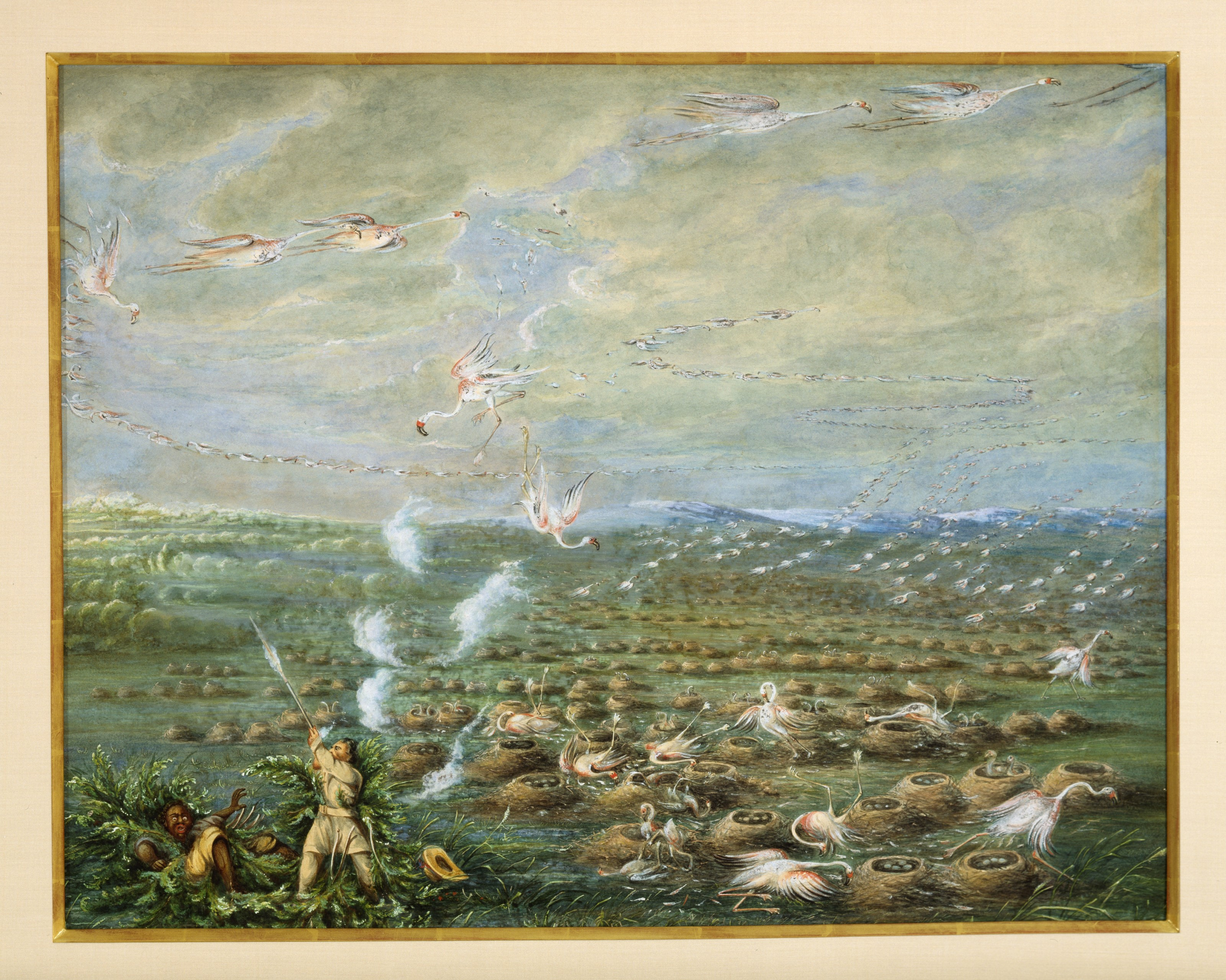
Охота на фламинго в Южной Америке (1856)
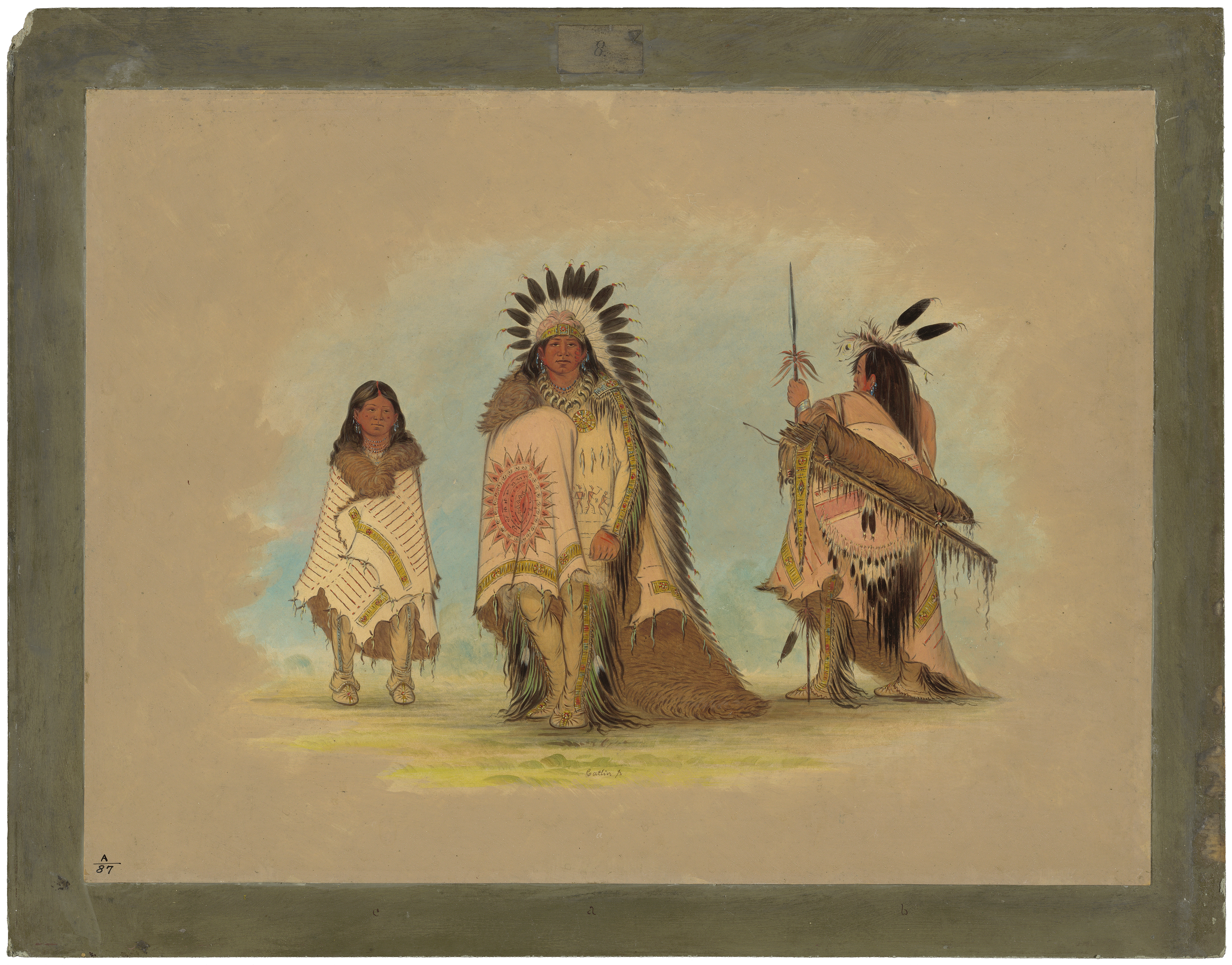
Вождь сиу с воином и дочерью (1861—1869)

## Публикации трудов
- John Catlin. Letters and Notes on the Manners, Customs and Conditions of North American Indians: The Complete Volumes I and II: Illustrated. — Philadelphia: Willis P. Hazard, 1857. — Vol. 1.
- John Catlin. Life among the Indians: a book for youth. — London: Gall and Inglis, 1861. — Vol. 2.
- John Catlin. Illustrations of the manners, customs & condition of the North American Indians. — London: Chatto & Windus, 1876. — Vol. 1.
- John Catlin. Illustrations of the manners, customs & condition of the North American Indians. — London: Chatto & Windus, 1876. — Vol. 2.